# アシャッフェンブルク

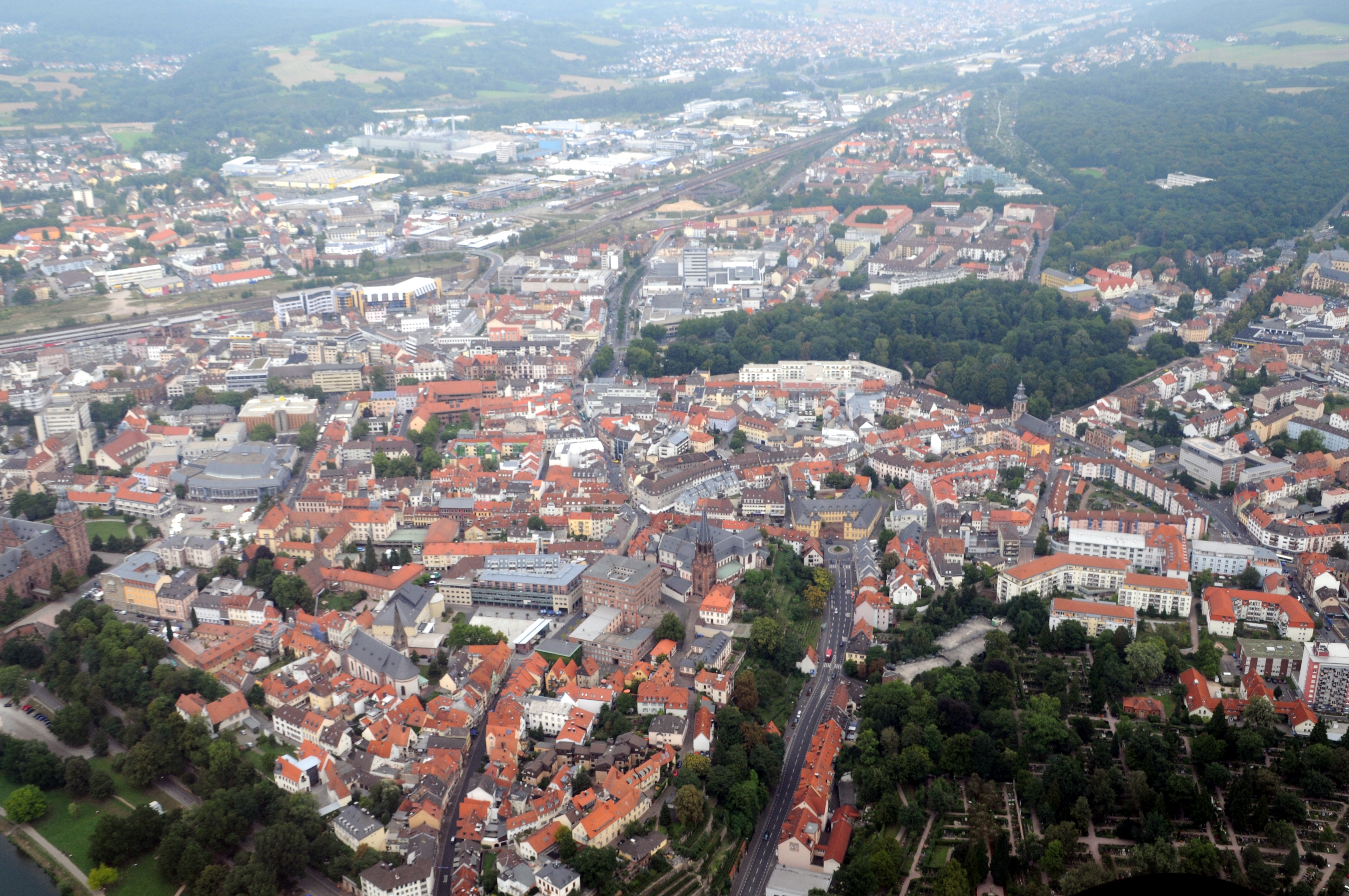
アシャッフェンブルク旧市街。画面左端にヨハニスブルク城の一部が見える。

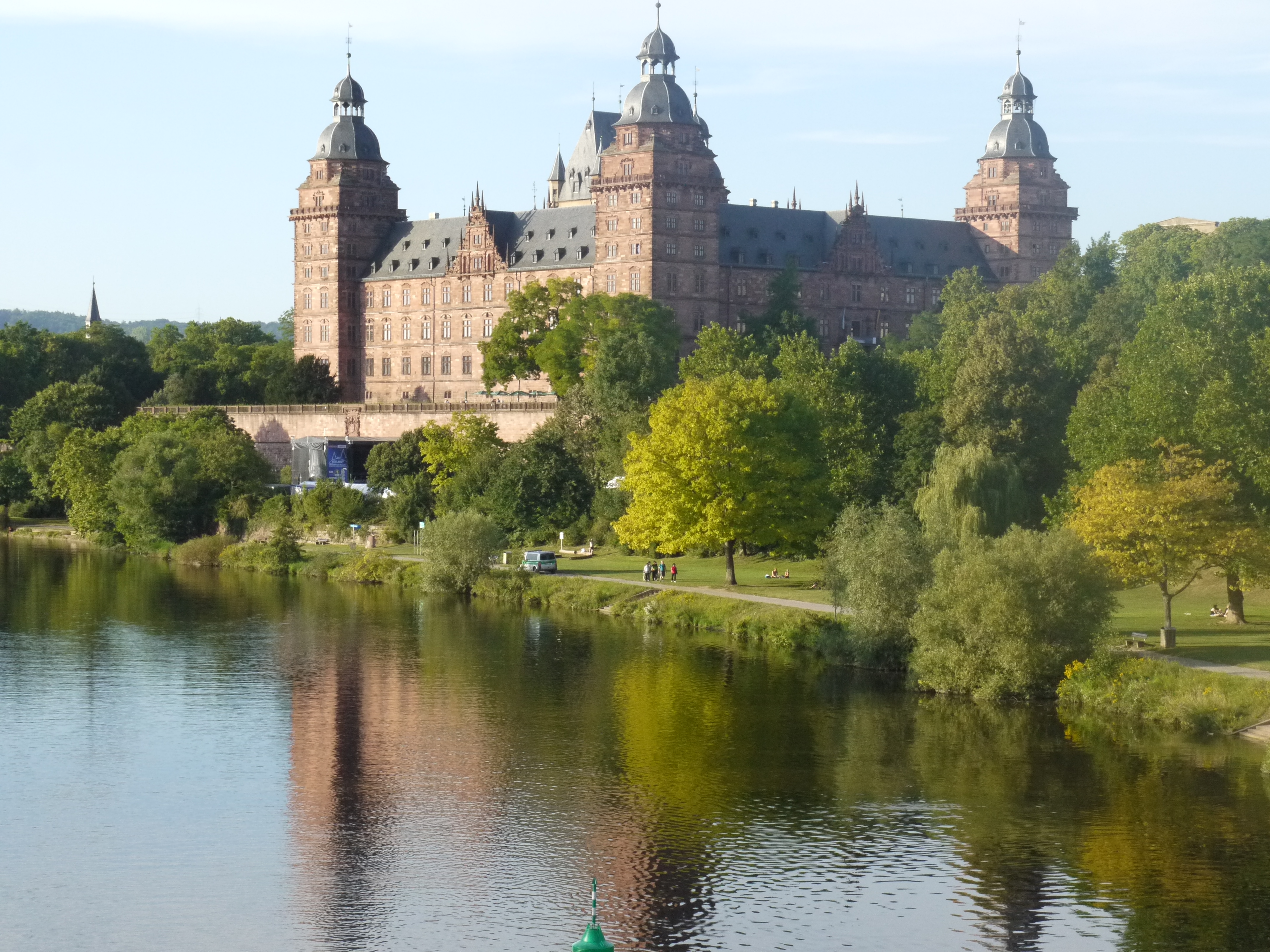
マイン川から見たヨハニスブルク城。

アシャッフェンブルク（ドイツ語: Aschaffenburg,  [aˈʃafən̩bʊrk]、地元では Aschebersch, [ˈaʒəˌbɛːʃ]）は、ドイツ連邦共和国バイエルン州、ウンターフランケン行政管区に属す郡独立市であり、フランクフルト/ライン＝マイン大都市圏の一部をなしている。人口約68,000人のアシャッフェンブルク市はバイエルンのウンターマイン地方最大の都市であり、ウンターフランケン行政管区ではヴュルツブルクに次ぐ第2の都市である。本市は、アシャッフェンブルク郡庁舎およびアシャッフェンブルク単科大学の所在地である。

## 地理

### 位置
アシャッフェンブルクは、マイン川とアシャッフ川沿い、シュペッサルト山地の西端、マインフィーアエックの北西角に位置している。本市は、西、北、東をアシャッフェンブルク郡に囲まれている。南はミルテンベルク郡に接している。

### 地質学
ヨーロッパで砂金石が算出される場所はわずかしかない。すなわち、アシャッフェンブルク近郊と、オーストリアのシュタイアーマルク州マリアツェル近郊である。さらにヨーロッパ最大産出量の採取地がウラル川付近である。

### 市の構成
市区を基本とするアシャッフェンブルク市の統計上の区画に関する標準が、「クラインロイミゲ・グリーデルング 2010」である。これに基づき、各市区の人口と面積が集計される。これによれば、2013年のアシャッフェンブルクの人口は 67,844人であった。本市は10の市区で構成されている。
| 市区名 | 人口（人） | 面積 (ha) |
| --- | ---------- | --------- |
| シュタットミッテ （シュタットミッテ/インネンシュタットと シュタットミッテ/アシャッフェンブルク＝オストからなる） | 22,857     | 841       |
| ダム | 13,013     | 731       |
| シュヴァインハイム                                                                                               | 10,848     | 1,598     |
| ニルクハイム | 5,409      | 802       |
| オーベルナウ | 4,857      | 810       |
| ライダー | 3,302      | 317       |
| シュトリーヴァルト                                                                                               | 3,241      | 755       |
| エスターライヒャー・コロニー                                                                                     | 1,671      | 32        |
| ガイルバッハ | 1,705      | 316       |
| オーベルナウアー・コロニー                                                                                       | 941        | 45        |

### 隣接する市町村
アシャッフェンブルク市は、北から時計回りに以下の市町村と境を接する: ヨハネスベルク、グラットバッハ、ゴルトバッハ、ヘスバッハ、ハイバッハ、ベッセンバッハ、ズルツバッハ・アム・マイン（ミルテンベルク郡）、ニーデルンベルク（ミルテンベルク郡）、グロースオストハイム、シュトックシュタット・アム・マイン、マインアシャッフ、クラインオストハイム。以上、特に記載がない市町村はいずれもアシャッフェンブルク郡に属す。

## 地名

### 語源
アシャッフェンブルクという地名はアスカニウスに由来するという説が、しばしば誤って受け容れられている。元々の名称 Ascafaburc は、アシャッフ川を表す ascafa に古高ドイツ語で「城砦」を意味する burch が接続したものである。

### 歴史的表記
本市は様々な歴史上の文書に以下のように表記されている。
- 976年 Ascafaburc
- 982年 Ascafaburg
- 1131年 Aschapheneburch
- 1143年 Aschafenburc
- 1173年 Aschaffenburg

ラテン語化された名称として Asciburgum, Schaffnaburgum といった表記もなされている。

## 歴史

### 中世
アシャッフェンブルクは、5世紀にアレマン人によって建設されたのだが、最初の入植地は石器時代にはすでに営まれた。
957年、シュヴァーベン公リウドルフが、聖ペテロおよびアレクサンダー修道院を設立した。アシャッフェンブルクは、982年にオットー1世からオットー2世を経てマインツ大司教に寄贈され、オーバーアムトを形成した。10世紀から1803年の帝国代表者会議主要決議まで、アシャッフェンブルクはマインツ選帝侯領に属しており、当時はマインツ大司教の第2の都市であった。マインツ大司教の世俗支配下にあった領土は、中世全体および近世に著しく断片化し、最も大きなまとまり（オベーレス・エルツシュティフト）がアシャッフェンブルク周辺の現在バイエリッシャー・ウンターマイン（バイエルンのウンターマイン）と呼ばれている地域であった。このため、アシャッフェンブルクは重要な行政都市であり、大司教（選帝侯）がしばしば滞在する街であった。
957年に聖ペテロ修道院教会（後の聖ペテロおよびアレクサンダー修道院教会）の建設が始まった。998年、マインツ大司教ヴィリギスは、マイン川に木造の橋を建設した。1122年頃、大司教アーダルベルト1世フォン・ザールブリュッケンは、集落に防衛施設を建設した。アシャッフェンブルクは1144年に市場開催権を、1161年に都市権を授けられた。1346年にアガータ教会の周囲に市壁で護られたフォアシュタット（衛星都市）が建設された。同じ年に大司教ハインリヒ3世フォン・ヴィルネブルクは本市の特権を保証した。

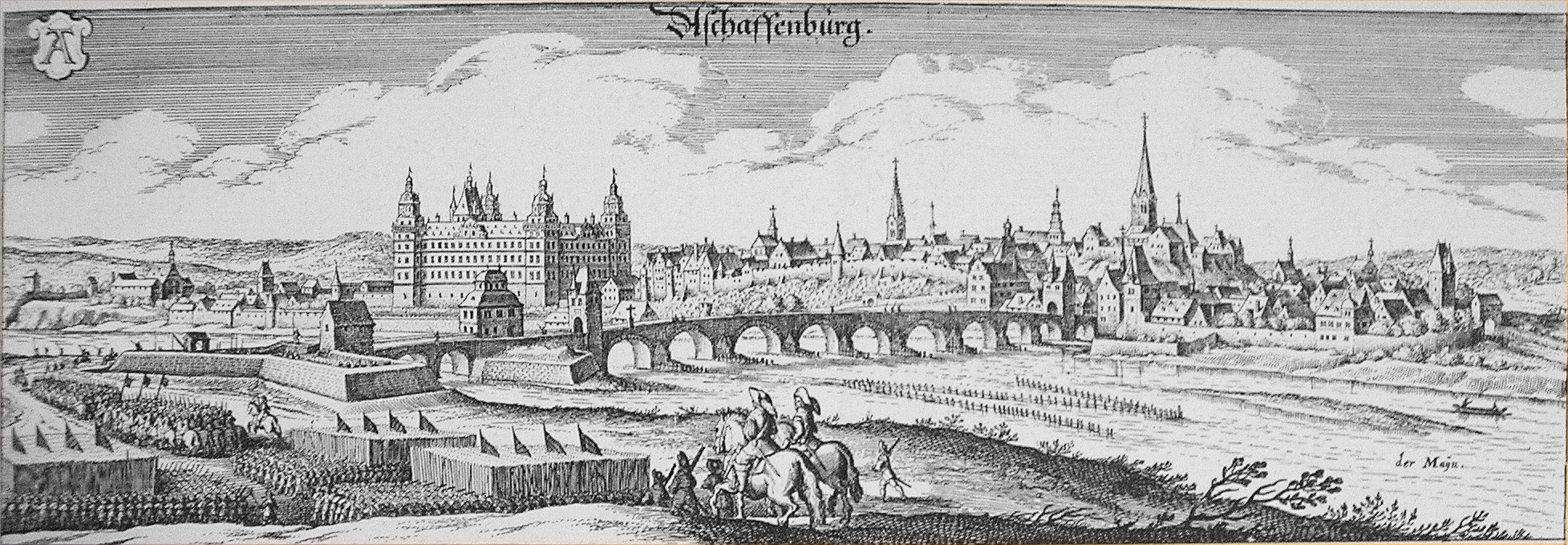
1675年に出版されたマテウス・メーリアンの銅版画に描かれたアシャッフェンブルク。

### 近世以降
マインツ大司教アルブレヒト・フォン・ブランデンブルクは、元々はハレ・アン・デア・ザーレに住んでいた。彼は、ハレでは芸術的パトロンであり、特にルーカス・クラナハ (父)に多くの作品を依頼した。宗教改革の結果、彼は1541年にハレから逃走を余儀なくされ、居住地をアシャッフェンブルクに移した。その際、多くの美術品を運び出した。このため数多くのクラナハの絵画や、それぞれの日付の聖人の聖遺物を集めた聖遺物暦がアシャッフェンブルクの聖ペテロおよびアレクサンダー修道院教会の所有となった。アルブレヒトはここから贖宥状に関する有名な書簡を、マルティン・ルターに対しても送っている。聖ペテロおよびアレクサンダー修道参事会は、1516年に「画家 マティス」（現在マティアス・グリューネヴァルトとして知られる）に祭壇画の制作を依頼した。1552年に辺境伯戦争によって古い城が破壊された後、1605年にヨハン・シュヴァイクハルト・フォン・クロンベルクが新しい城館ヨハニスブルク城を建設し、1619年に完成した。1631年から1634年までアシャッフェンブルクはマインツにおけるスウェーデンの所有物であった。

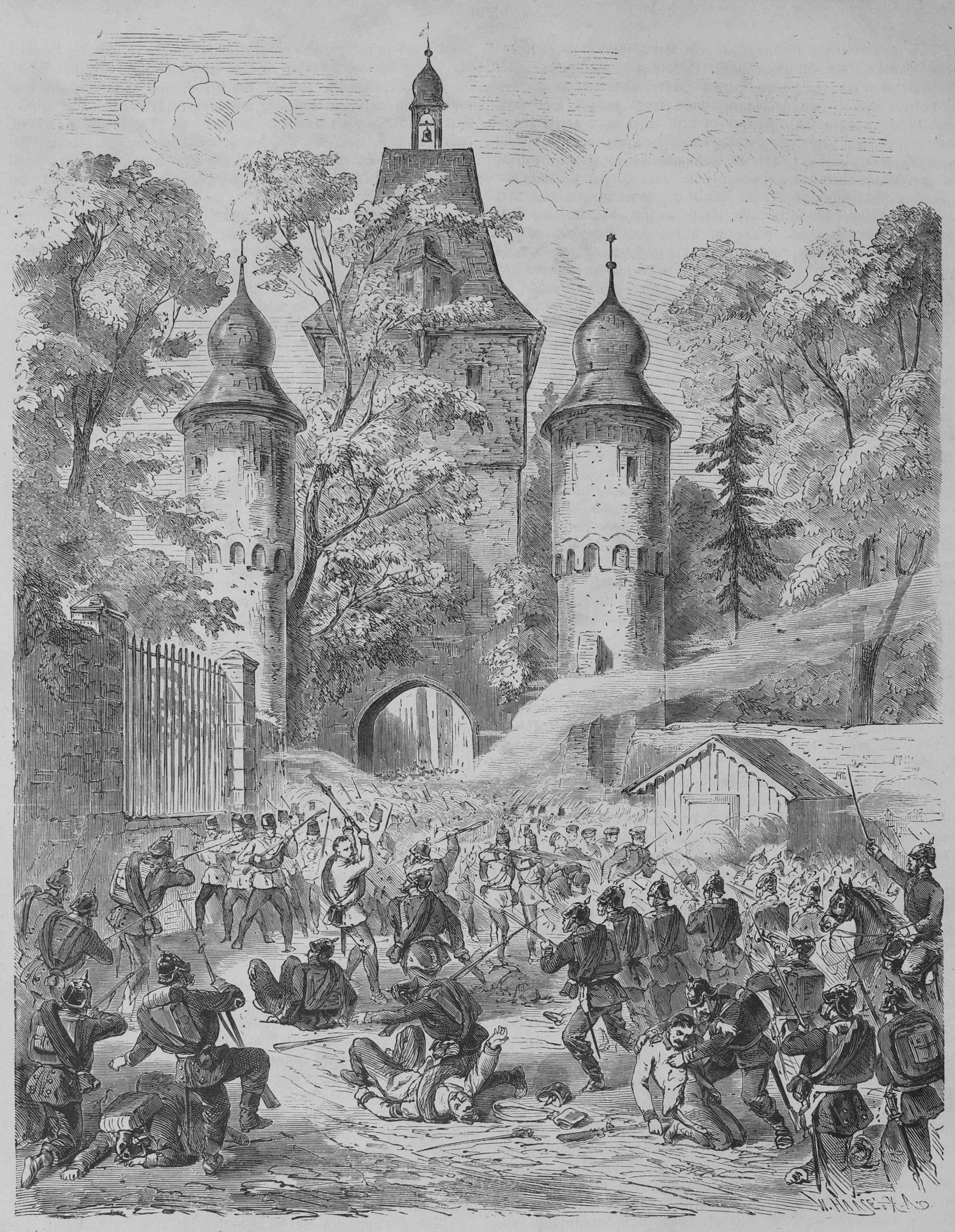
アシャッフェンブルクの戦い

この修道院は、1700年頃、フランケン騎士サークルのカントン・オーデンヴァルトに登録されている。1798年にマインツがフランスに占領されたため、アシャッフェンブルクはマインツ大司教領の首都となった。1803年、最後のマインツ選帝侯で帝国宰相のカール・テオドール・フォン・ダールベルクがアシャッフェンブルク侯国を創設し、アシャッフェンブルクは同年この新しい国の首都となった。1810年から1813年まではアシャッフェンブルク公国を含むフランクフルト大公国の首都であった。その後1814年6月3日のパリ条約でアシャッフェンブルクは、1814年6月26日にバイエルン王国領となり、それ以後バイエルンに属している。1835年から1865年までアーダルベルト・フォン・ヘルラインがアシャッフェンブルクの市長であった。その在任中、急速な人口増加が起こった。バイエルン国王ルートヴィヒ1世は1840年から1848年に別荘「ポンペイアヌム」を建設した。普墺戦争では、1866年7月14日にアシャッフェンブルクで戦闘が行われた。

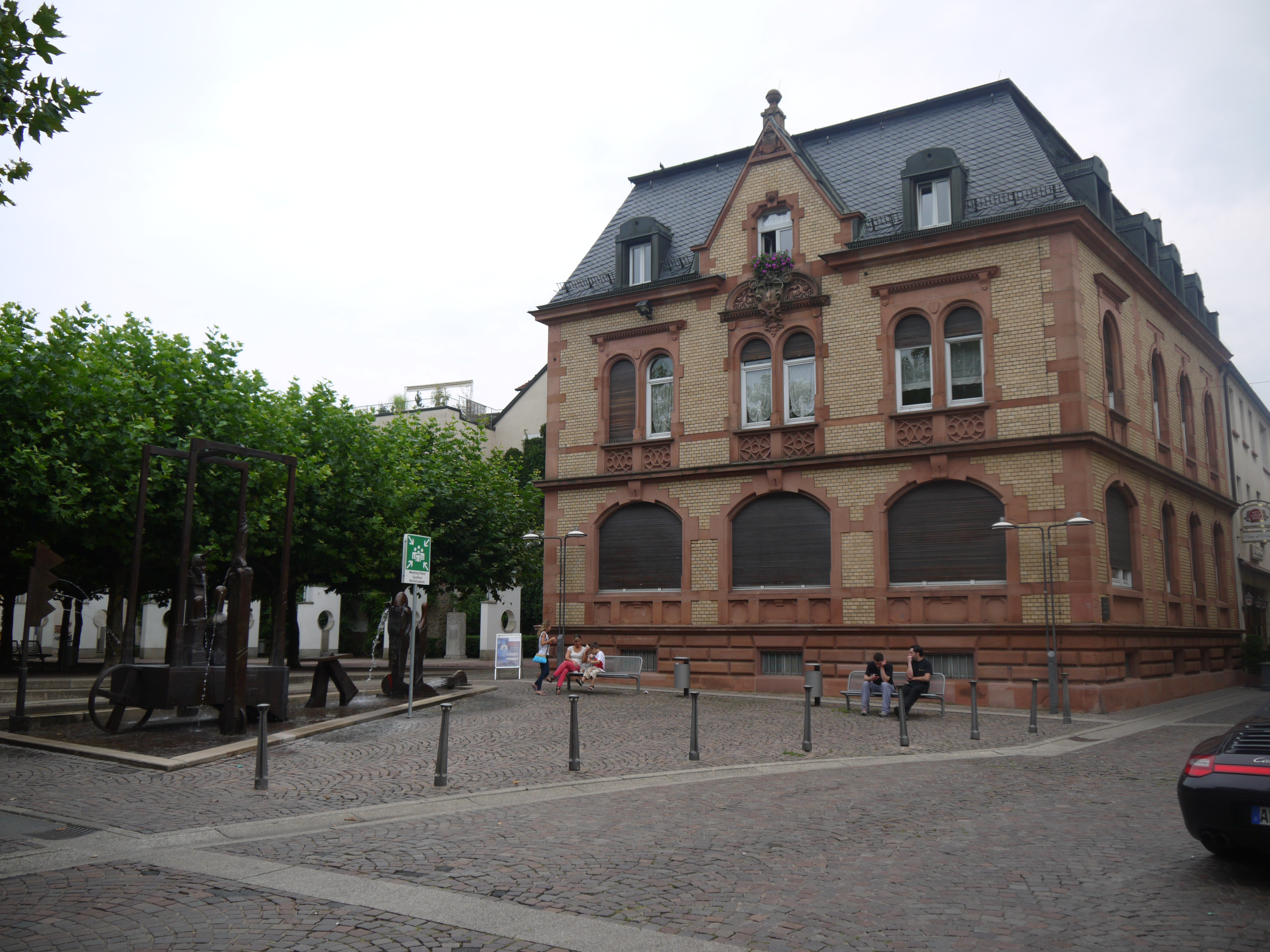
ヴォルフスタール広場のかつてのナビの居館。

この街には、700年からユダヤ人家族が住んでいた。アシャッフェンブルクのユダヤ人達は、周辺のユダヤ人達と同様、死者を初めはフランクフルトに埋葬していたが、18世紀の初めにシュヴァインハイム市区にユダヤ人墓地が設けられた。ここには、1942年に強制移送前に自殺した 7人のユダヤ人を偲ぶ記念碑が建てられている。1890年には旧市営墓地に隣接して、もう一つのユダヤ人墓地が造営された。ユダヤ人の生活により、ヴォルフスタール広場の旧学校やラビの館（1898年にケヒッラーが創設された）が造られた。シナゴーグは1893年に建設されたが、1938年11月の排斥運動（水晶の夜）に突撃隊によって冒瀆され破壊された。唯一遺されたかつてのラビの居館は、市の青年館として利用された後、アシャッフェンブルク市によって1984年にユダヤの歴史と文化の博物館が設けられた。展示物には、迫害やホロコーストでの殺害に関する情報もある。慈善家であったユダヤ人銀行家ヴォルフスタールにちなんで名付けられた広場には約 300人のアシャッフェンブルクのユダヤ人を追悼する記念碑が建立されている。また、市内にはストルパーシュタイン（躓きの石）が記念碑として埋め込まれている。この街では1925年からユダヤ教のロッジが禁止されるまで、「ブナイ・ブリス・ロッジ」という名前のロッジがあった。1937年に押収されたラムプレヒト通り21番地のロッジ（現在の番地では37番地）は、アンドレアス・バウリードル・ハウスとして、NSDAPの地方統括本部が置かれた。
アシャッフェンブルクは1940年から1945年3月までに 連合軍による空爆を20回受けた。最も深刻な被害は、1944年11月21日のイギリス空軍による空爆であった。アシャッフェンブルクの大部分、特にダム市区が破壊され、344人が死亡した。
1945年春のアメリカ陸軍の侵攻に対して、アシャッフェンブルクは「防衛」の立場を明らかにし、あらゆる手段を講じることとした。この決定は本市のさらなる破壊をもたらし、周辺村落も砲撃や空爆により被害を受けた。一般市民からも多くの死者が出た。アメリカ軍は、破壊されずに残ったニルクハイマー鉄道橋を通ってシュヴァインハイム市区に到達し、1945年の受難週の戦闘の間に内市街に突入しようとした。空爆による破壊後、さらにこの街を占領するために行った砲撃によって、たとえばヨハニス城やポンペイアヌムなどの貴重な文化財や建築物がひどく損傷し、または破壊された。9日間の防衛戦の後、1945年4月3日にこの街は降伏した。
すべての破壊された教会が再建され、城館も1954年から再建された。ポンペイアヌムは1984年から1994年にやっと再建された。この2つの建築物は現在、この街の風景に特殊な具合に再び組み込まれている。しかし多くの価値ある建造物が永久に失われ（旧市庁舎、修道院の参事会員会館、オスタイン/ダルベルクスホーフ、貴重な民家など）、あるいは一部のみが復元された（ドイツ騎士団の館、シェーンボルナー・ホーフなど）。旧市庁舎のポルチコは、新しい建物と融合した。レーヴェンアポテーケ（獅子薬局）は1995年に市民主導の活動により昔の様式で復元された。
第二次世界大戦後の1945年にアシャッフェンブルクはアメリカ管理地区に属した。アメリカ軍政府は、いわゆるディスプレイスト・パーソン（DP、戦争で故郷を逐われた人々）を収容するDP収容所を設けた。その多くはウクライナやポーランドの出身者であった。
1958年夏にアウトバーン A3号線にアシャッフェンブルク＝ツェントルム・インターチェンジ（アシャッフェンブルク中央IC）が利用開始された。この年に聖ペテロおよびアレクサンダー修道院教会は「マイナー・バシリカ」という教皇庁の格式を与えられ、聖ペテロおよびアレクサンダー修道院バシリカ教会となった。グイード・クノップは1978年に歴史討論を発足させ、2008年まで毎年アシャッフェンブルク会談を開催した。これは当時のドイツにおける歴史討論の確固たる構成要素の一つであった。
1990年から1992年にかけて、以下のアメリカ軍の軍事基地が閉鎖された: テイラー兵舎（旧軍事補給局、ゴルトバッハー通り）、アシャッフェンブルク軍事飛行場（軍事飛行場、マインヴィーゼンヴェーク）、フィオーリ兵舎（旧工兵隊兵舎、クリスティアン＝シャート通り）、グレイヴス兵舎（旧ボイス・ブルーレ兵舎、バイロイター通り）、レディー兵舎（旧砲兵隊兵舎、ヨーゼフ＝ディンゲス通り）、スミス兵舎（旧ラガルデ兵舎、アム・フンクハウス）、イェーガー兵舎（旧猟兵隊兵舎、1896年建造、ヴォュルブルガー通り）。
イェーガー兵舎には、第一次世界大戦までバイエルン王国第2猟兵大隊が駐屯していた。1995年、ここにヴュルツブルク＝シュヴァインフルト専門大学の分校（当時はヴュルツブルク＝シュヴァインフルト＝アシャッフェンブルク専門大学）が開校した。その後すぐにアシャッフェンブルク分校は、独立のアシャッフェンブルク専門大学（現在のアシャッフェンブルク大学）となった。
シュヴァインハイム市区とガイルバッハ市区の軍事演習場は、2007年に土地所有者に返還された。

### 市町村合併
アシャッフェンブルクに対して、以下の合併が行われた。
- 1855年: ニルクハイム
- 1901年3月1日: ライダー[12]
- 1901年7月1日: ダム[12]
- 1939年4月1日: シュヴァインハイム[12]
- 1975年4月1日: ガイルバッハ[13]
- 1978年5月1日: オーベルナウ[13]

## 住民

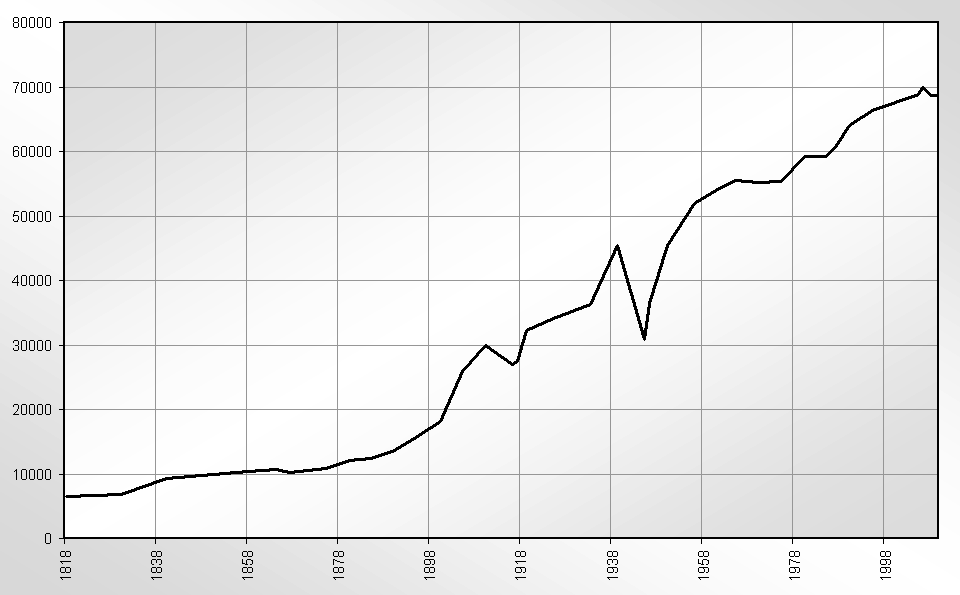
アシャッフェンブルクの人口推移

### 人口推移
中世から近世初期アシャッフェンブルクの人口はゆっくりと増加し、度重なる戦争、疫病、飢餓などでたびたび減少した。三十年戦争（1618年 – 1648年）中でペスト流行後の1635年には大幅な人口喪失を甘受しなければならなかった。
1792年のキュスティーヌ将軍によるマインツ占領前、アシャッフェンブルクの人口は、約3,000人強であった。カンポ・フォルミオ条約（1797年）の結果としてのフランスによるライン川左岸の占領に伴い、マインツの廷臣の大部分がアシャッフェンブルクに移り住んだ。さらに、廷臣以外にもマインツやライン川左岸地域から移住する者があった。1812年までにアシャッフェンブルクの人口は約6,600人に増加した。19世紀になると工業化に伴い、人口増加に拍車がかかった。1900年頃、本市には約18,000人が住んでいた。
第二次世界大戦の影響は、はっきりと目に見える。1940年9月から1945年3月まで20回以上の空爆後、市の大部分が灰燼に帰した。最も激しかった1944年11月21日の空爆だけで 344人が命を落とした。全体では、疎開、逃亡、空爆によりアシャッフェンブルクは人口の1/3を失った。人口は1939年の 45,379人から1945年12月には 30,861人にまで減少した。人口は 1950年に戦前の状態まで回復した。バイエルン州統計・データ管理局の研究に基づく2006年12月30日のアシャッフェンブルク市の公式な人口統計値は 69,863人の歴史上最高値に達した。
2011年人口調査に基づく2011年12月31日時点の人口は、67,470人に修正された。2011年の人口調査は、ドイツ全体の人口を明らかに下方修正しており、1987年から行われた過去の人口調査に基づき補正された先行する人口統計値も過剰評価している可能性があることを示唆している。
以下の表は各時点の市域における人口を示している。1792年と1812年の数値は現代の研究に基づく推定値であり、これ以後は人口調査結果 (¹) または公的統計機関の研究値である。
| 時期            | 人口（人） |
| --------------- | ---------- |
| 1668年          | 1,526      |
| 1792年          | 3,300      |
| 1812年          | 6,590      |
| 1830年6月1日 ¹  | 6,800      |
| 1840年12月1日 ¹ | 9,300      |
| 1858年12月3日 ¹ | 10,445     |
| 1864年12月3日 ¹ | 10,700     |
| 1867年12月3日 ¹ | 10,300     |
| 1875年12月1日 ¹ | 10,800     |
| 1880年12月1日 ¹ | 12,152     |
| 1885年12月1日 ¹ | 12,393     |
| 1890年12月1日 ¹ | 13,630     |
| 1895年12月2日 ¹ | 15,831     |
| 1900年12月1日 ¹ | 18,093     |

| 時期             | 人口（人） |
| ---------------- | ---------- |
| 1905年12月1日 ¹  | 25,891     |
| 1910年12月1日 ¹  | 29,892     |
| 1916年12月1日 ¹  | 26,957     |
| 1917年12月5日 ¹  | 27,377     |
| 1919年10月8日 ¹  | 32,199     |
| 1925年6月16日 ¹  | 34,056     |
| 1933年6月16日 ¹  | 36,260     |
| 1939年5月17日 ¹  | 45,379     |
| 1945年12月31日   | 30,861     |
| 1946年10月29日 ¹ | 36,383     |
| 1950年9月13日 ¹  | 45,499     |
| 1956年9月25日 ¹  | 51,998     |
| 1961年6月6日 ¹   | 54,131     |
| 1965年12月31日   | 55,580     |

| 時期             | 人口（人） |
| ---------------- | ---------- |
| 1970年5月27日 ¹  | 55,193     |
| 1975年12月31日   | 55,398     |
| 1980年12月31日   | 59,257     |
| 1985年12月31日   | 59,240     |
| 1987年5月25日 ¹  | 60,964     |
| 1990年12月31日   | 64,098     |
| 1995年12月31日   | 66,360     |
| 2000年12月31日   | 67,592     |
| 2005年6月30日    | 68,798     |
| 2006年12月30日   | 69,863     |
| 2008年12月31日   | 68,747     |
| 2009年12月31日   | 68,722     |
| 2010年12月31日   | 68,678     |
| 2011年12月31日 ¹ | 67,470     |

| 時期           | 人口（人） |
| -------------- | ---------- |
| 2012年12月31日 | 67,681     |
| 2013年12月31日 | 67,844     |
| 2014年9月30日  | 67,873     |

¹ 人口調査結果

### 方言
アシャッフェンブルクでは、周辺市町村と同様に、ラインフランケン方言（ヘッセン方言）の一つであるウンターマインラント訛りが話されている。人々は、時に頑なに、ウンターフランケン訛りでは話さない。アシャッフェンブルク方言自身は、境を接するカールグリュント訛りやグロースオストハイム訛りといったウンターマインラント方言地区からも区別されている。
アシャッフェンブルク方言を話す有名人として、キャバレッティストのウルバン・プリーオルがいる。

## 行政

### 市議会
| 2014年–2020年: | CSU | BayernSPD | GRÜNE* | UBV** | FDP Bayern | KI*** | ÖDP**** | 計 |
| 2014年–2020年: | 16  | 14        | 6      | 3     | 2          | 2     | 1       | 44 |

- Bündnis 90/Die Grünen Bayern, ** Unabhängige Bürgervertretung, *** Kommunale Initiative, **** Ökologisch-Demokratische Partei

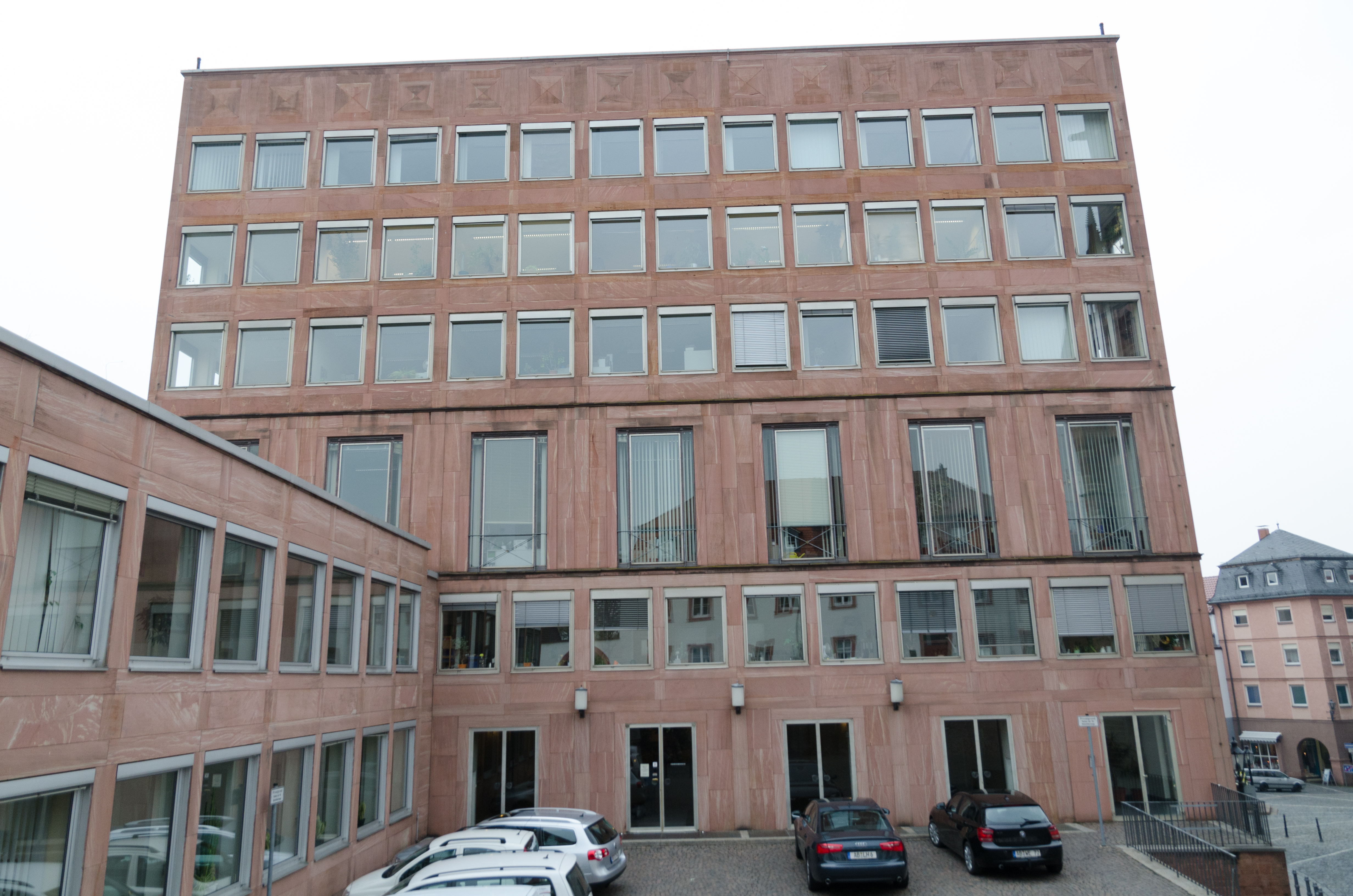
アシャッフェンブルク市庁舎

### 上級市長
2000年に就任した上級市長クラウス・ヘルツォーク (BayernSPD) は、2006年3月の選挙で再選され、2012年3月11日の選挙でも 82.0 % の票を獲得して対立候補のヴィンフリート・バウスバック (CSU) に勝利して3期目に就いた。ヘルツォークは、2020年の上級市長選挙には高齢を理由に立候補しなかった。この選挙では、第1回投票で過半数の票を獲得した候補者がいなかったため、ユルゲン・ヘルツィング (SPD) とイェシカ・オイラー (CSU) との間で決選投票が行われた。その結果、66.6 % の票を獲得したユルゲン・ヘルツィングが新しい上級市長に選出された。
戦後の上級市長を以下に列記する。
- 1945年　ジャン・シュトック (SPD)
- 1945年 – 1970年　ヴィンツェンツ・シュヴィント（CSU、1952年から超党派連合体）
- 1970年 – 2000年　ヴィリー・ライラント (SPD)
- 2000年 – 2020年　クラウス・ヘルツォーク (SPD)
- 2020年5月1日　ユルゲン・ヘルツィング (SPD)

### 紋章

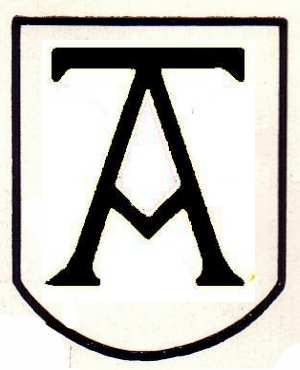
1633年から1839年まで使われたアシャッフェンブルクの紋章

図柄
銀地に赤い城館。城館には丸い隅塔と青い屋根がある。クローバー型アーチの門に、青い服を着た司教（聖マルティヌス）。彼は、右手を祝福を与えるために上げ、左手に司教杖を持っている。彼は銀色のパリウムと青いミトラを身につけている。
解説
祝福を与える聖マルティヌスは、マインツ大司教の守護聖人であり、大司教が身につけるパリウムともに、アシャッフェンブルクが何世紀にもわたってマインツ大司教領であったことを示している。
紋章の歴史
市の紋章は印章に由来しており、1236年に初めて史料に登場する。1526年のドイツ農民戦争への関与を理由にマインツ大司教アルブレヒト・フォン・ブランデンブルク (大司教)は紋章を剥奪した。バイエルン王ルートヴィヒ1世は1836年4月1日の決議で古い紋章を回復した。この間、ゴシック体の「A」一文字が紋章として何世紀もの間使われていた。アシャッフェンブルクの市の色は、緑 – 赤 – 白である。

### 姉妹都市
アシャッフェンブルク市は、以下の都市と姉妹都市協定を結んでいる。
- パース（イギリス、パース・アンド・キンロス）1956年
- サン＝ジェルマン＝アン＝レー（フランス、イヴリーヌ県）1975年
- ミシュコルツ（ハンガリー、ボルショド・アバウーイ・ゼンプレーン県）1996年

2006年6月23日から25日まで、アシャッフェンブルク市はパースとの姉妹都市 50周年を祝った。祝典には、パースおよびその周辺から市長ボブ・スコットと大規模な使節団がこのドイツの姉妹都市を訪れた。祝典のハイライトは、アシャッフェンブルクのファザネリー（公園）で開催されたハイランドゲームズであった。

#### 連帯都市
- ビリャビセンシオ（コロンビア、メタ県）1991年

#### 援助・協力関係
- クラスリツェ（チェコ語版、英語版）（チェコ、カルロヴィ・ヴァリ州）1958年

## 文化と見所

### 教会と修道院

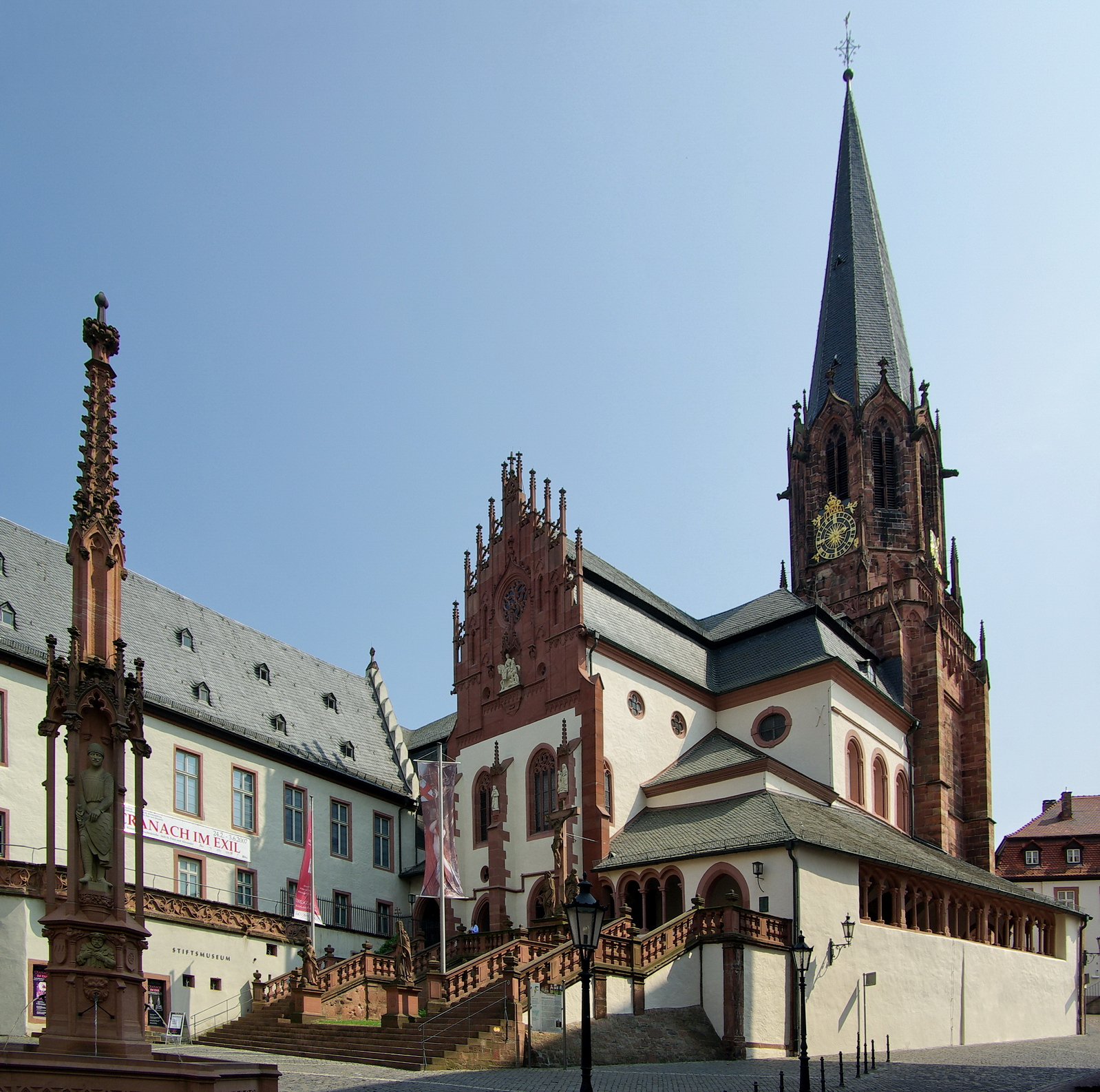
聖ペテロおよびアレクサンダー修道院教会

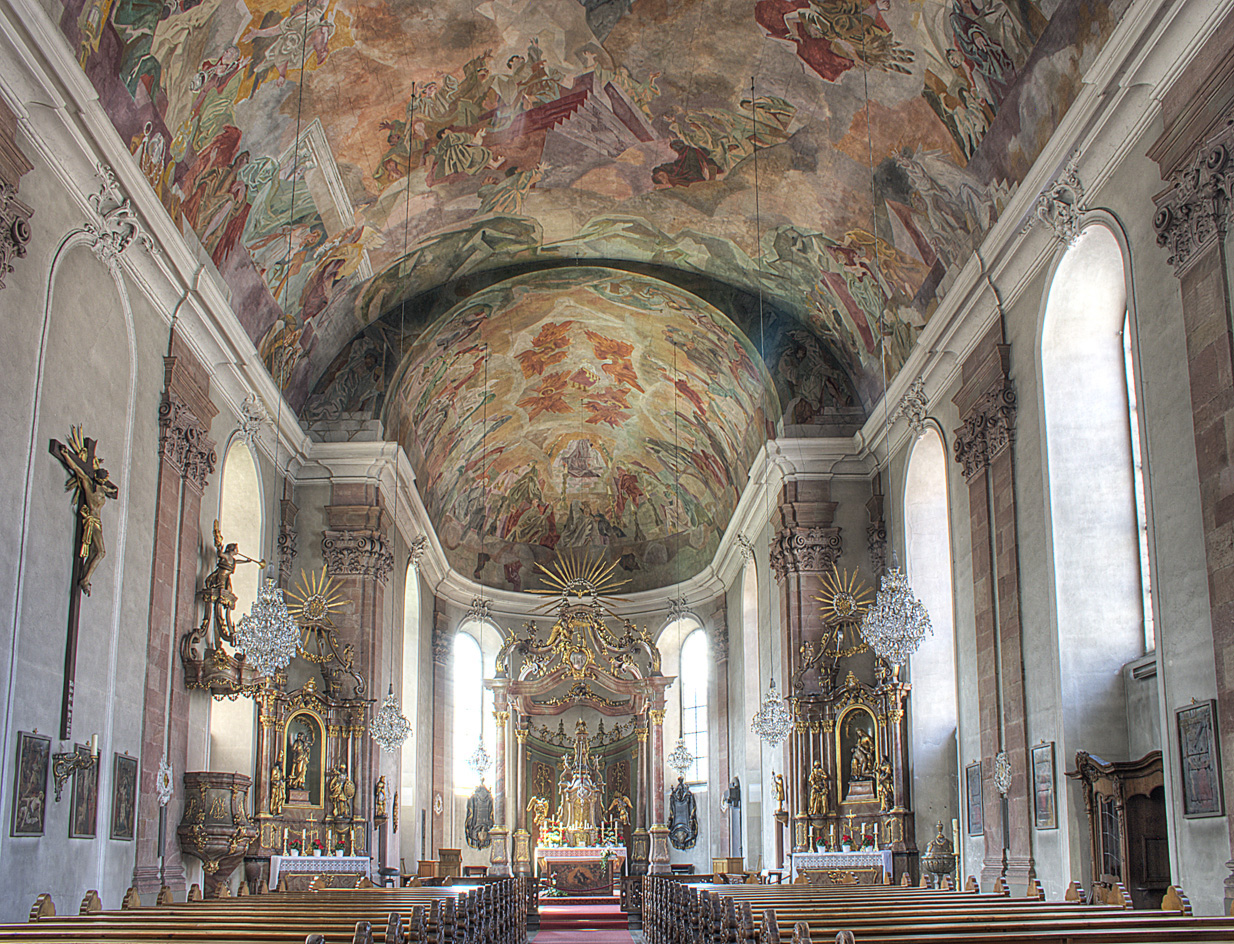
我らが聖母教会の内部

| カトリック教会 - 聖ペテロおよびアレクサンダー修道院教会、バシリカ・マイナー - 聖十字架礼拝堂（クレメンスハイム） - 聖イェズ教会 - 「善き牧人」施療教会 - 「マリア、教会の母」礼拝堂（マリア＝ヴァルト＝シューレ） - 城館礼拝堂 – 洗礼者聖ヨハネ礼拝堂 - カプチン会聖エリーザベト教会 - マリアの出産教会（シュヴァインハイム） - ザント教会 – 白ユリ教会 - 聖カタリーナ施療教会 - 聖アガータ教会 - イエズス会教会 - 聖ゲルトルート教会（シュヴァインハイム） - 聖ヨーゼフ教会（ダム） - 聖キリアン教会（ニルクハイム） - 聖コンラート教会（シュトリートヴァルト） - 聖ラウレンティウス教会（ライダー） - 聖ミヒャエル教会（ダム） - 聖マテウス教会（ガイルバッハ） - 聖ピウス教会 - 聖ペテロおよびパウロ教会（オーベルナウ） - 我らが聖母教会 | 福音主義教会 - クリストゥス教会 - パウルス教会（ダム） - ルカス教会（ライダー） - ヤーコブス教会（ニルクハイム） - マテウス教会（シュヴァインハイム） - ルター教会（シュトリートヴァルト） 福音主義自由教会 - アンドレアス教会 ギリシア正教 - カタリーナ施療教会 新使徒派教会 - 新使徒派教会アシャッフェンブルク アドヴェンティスト教会 - アドヴェンティスト教会アシャッフェンブルク |

### 演劇

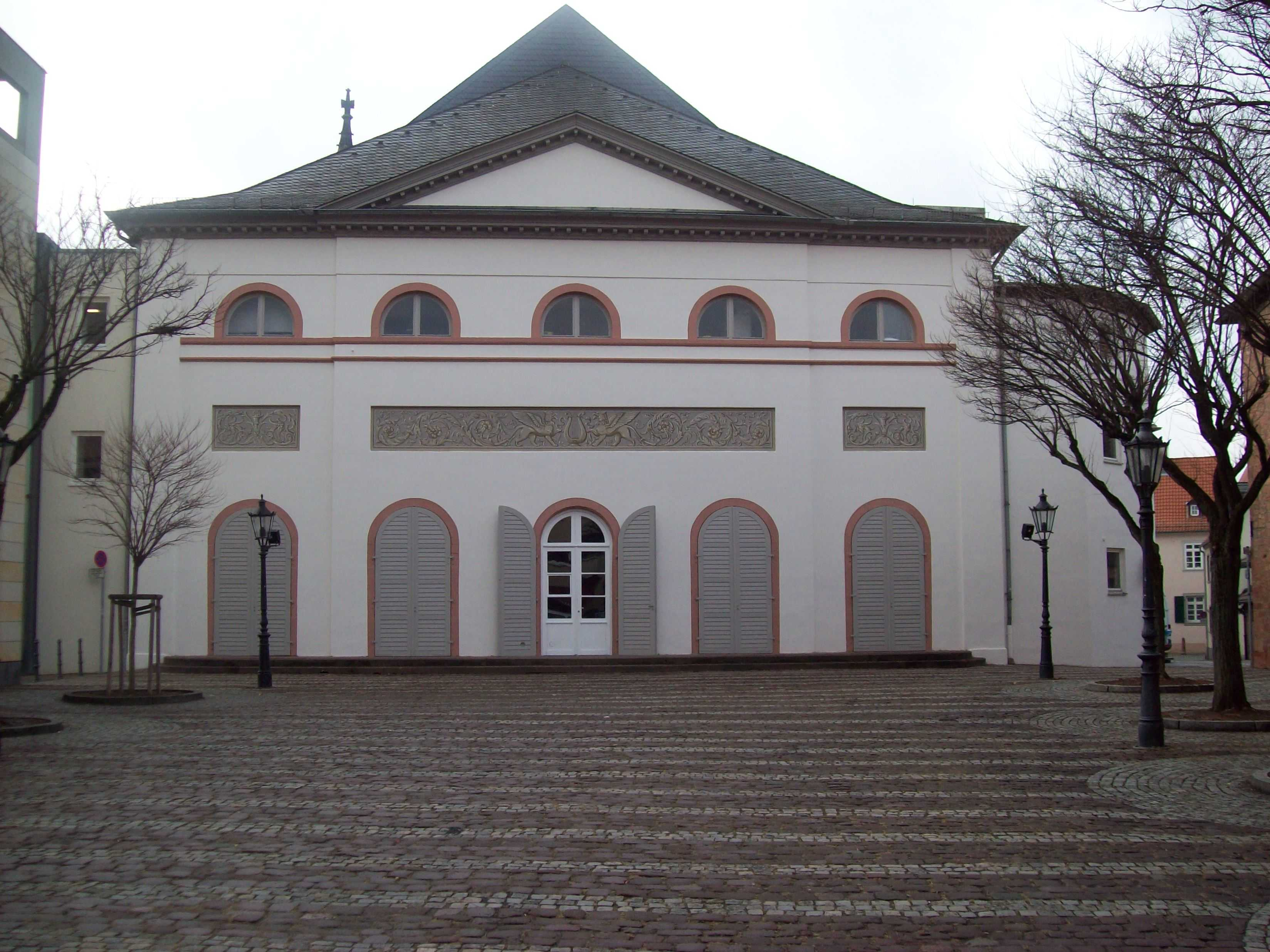
アシャッフェンブルク市立劇場

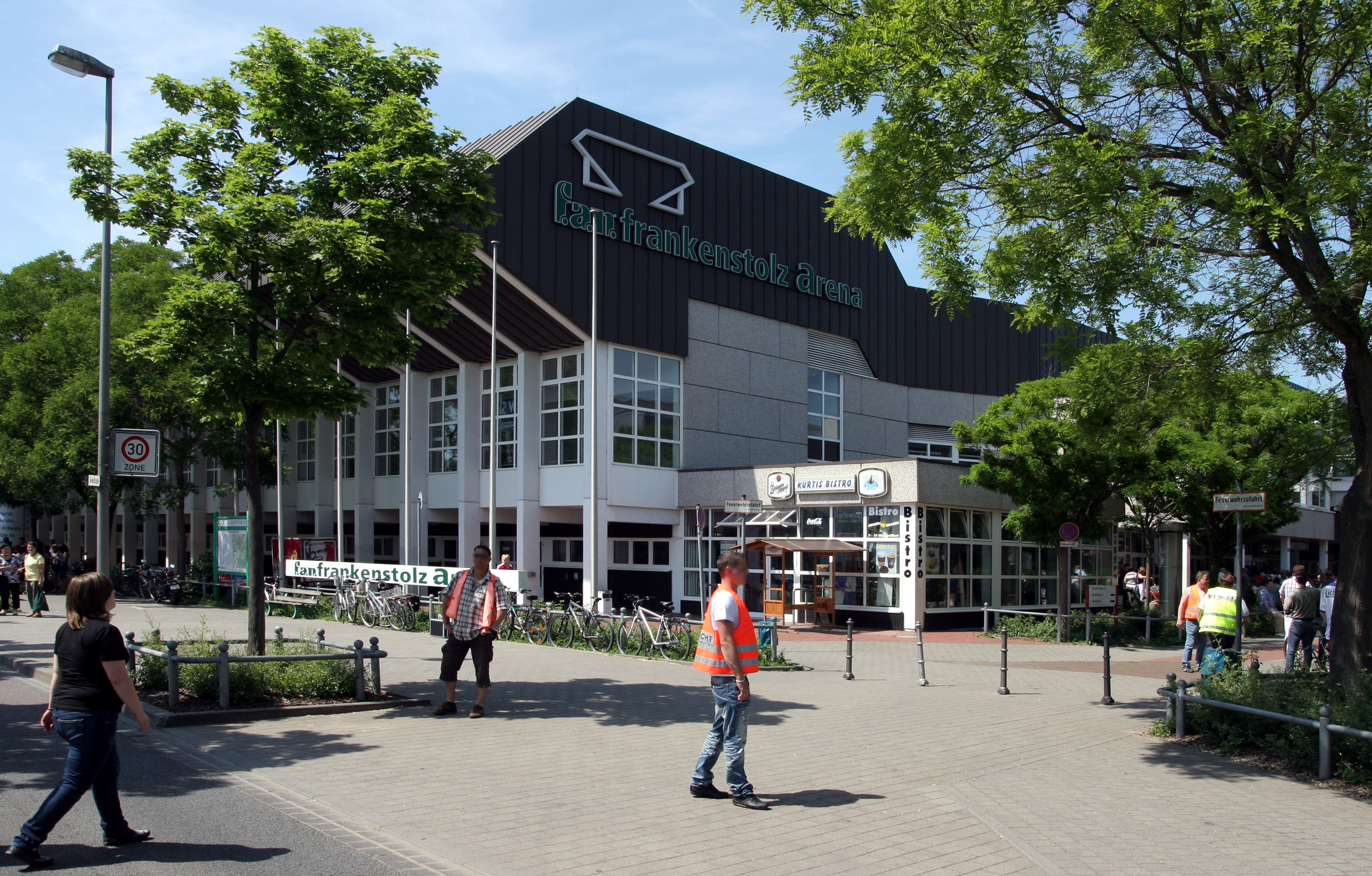
f.a.n. フランケンシュトルツ・アレーナ

- 市立劇場：アシャッフェンブルク侯国時代の1811年に司教領主カール・テオドール・フォン・ダールベルクの下で建設された。
- 市立ホール・アム・シュロス: 大ホール、小ホール、集会センター、会議室 2室、セミナー室 2室を有する。
- f.a.n. フランケンシュトルツ・アレーナ：かつてのウンターフランケンハレで、地元ではこの名で呼ばれている。スポーツイベントや文化イベントが開催される機能的なイベントホールである。
- カバレット・イム・ホーフガルテン：ウルバン・プリーオルによって旧オランジュリー内で営業している。
- AbaKuZ e.V.：アシャッフェンブルクで主導的なもう一つの文化センターで、演劇、コンサート、朗読会などが開催される。
- カシーノ：優れた映画プログラムをたびたび企画するプログラム映画館
- コロス＝ザール：ジャズ、ブルース、その他の音楽分野の世界的なスターが定期的に出演する全国的に有名なミュージッククラブ
- その他にアンサンブルや、数多くの民営の小ステージがある。
  - mot モデルネス・テアター・アシャッフェンブルク e.V.
  - ツィンマーテアター：ユーゲント・ビューネ・アシャッフェンブルク e.V. の上演劇場
  - ルートヴィヒステアター：アクターズ・カンパニーのステージ
  - ab:アートテアター：フライエス・アンサンブル・アシャッフェンブルク
  - エルタールテアター
  - ストーリー・ステージ・メルヒェンテアター・アシャッフェンブルク

### 美術館、博物館

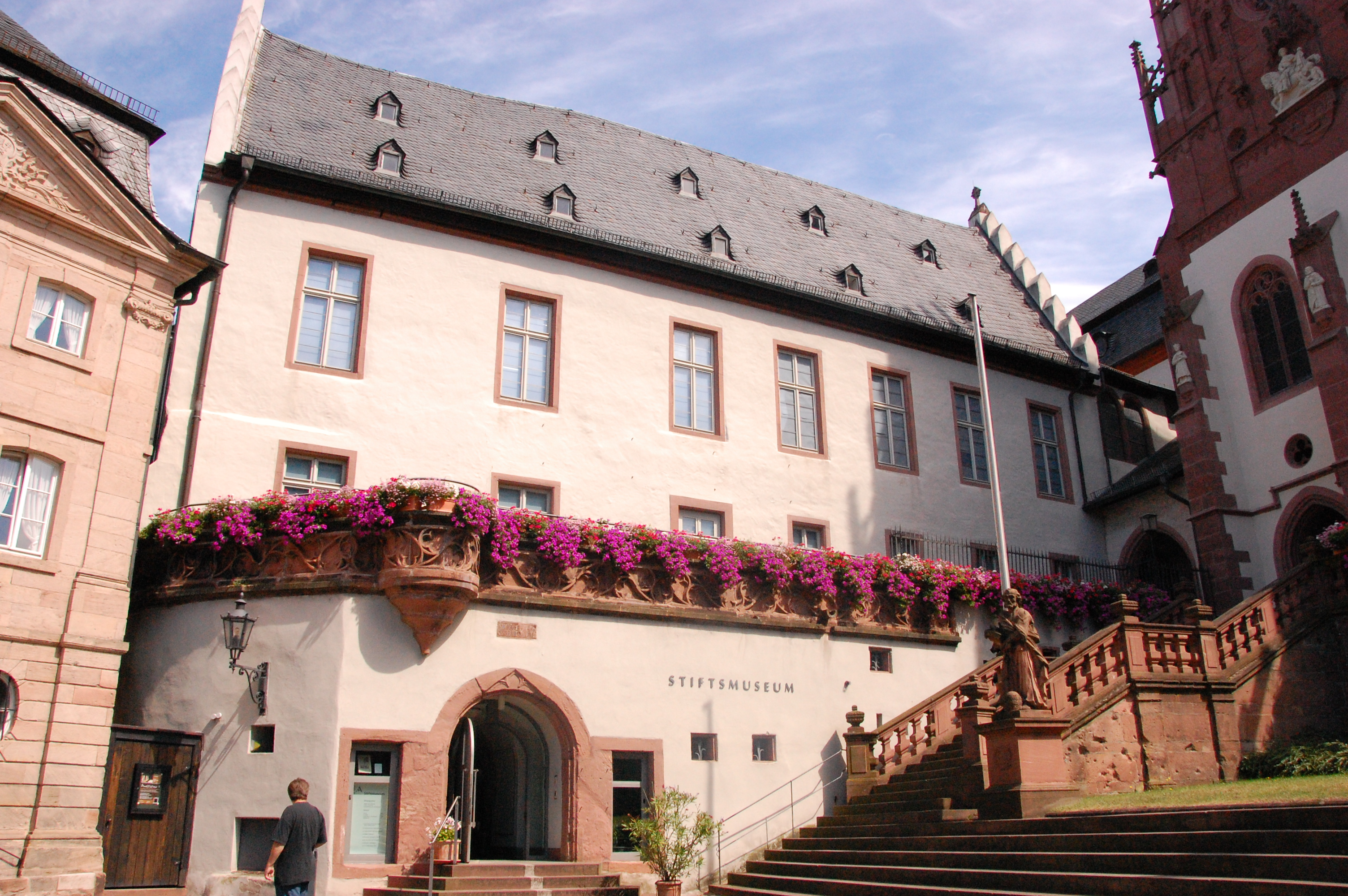
アシャッフェンブルク市修道院博物館

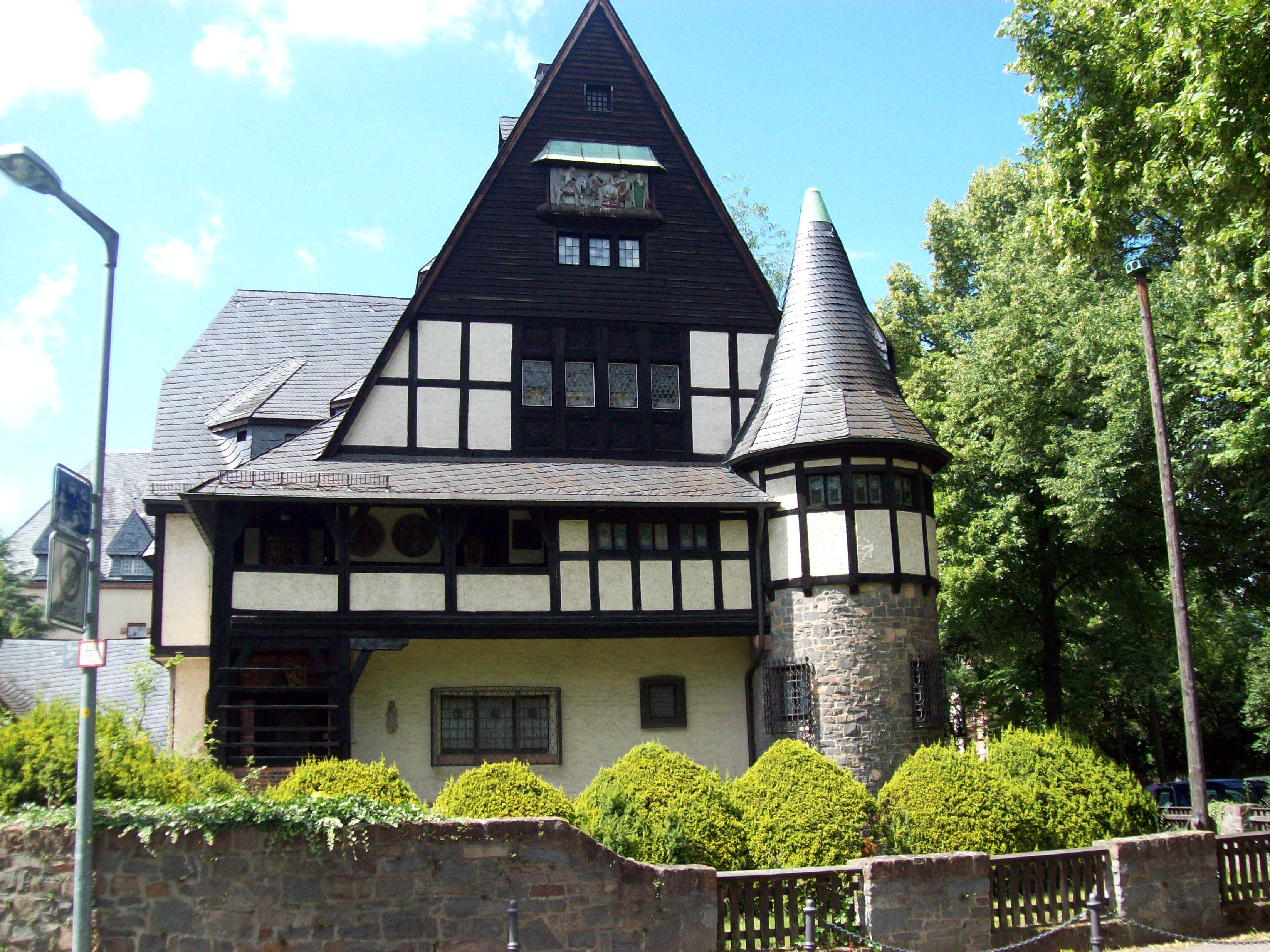
ゲンティル＝ハウス

- ヨハニスブルク城内（1階）の州立ギャラリー・アシャッフェンブルクは、バイエルン州立絵画コレクションの一部であり、重要なクラナハ・コレクションを有している[21]。
- 6世紀からの工芸品や歴史的な文物を収蔵するアシャッフェンブルク城館博物館は、ヨハニスブルク城の2階にある[22]。
- アシャッフェンブルク市修道院博物館は、先史時代および古代史、中世・ルネサンスの芸術、バロック時代の宗教芸術に関する博物館である。この博物館は修道院の集会堂にある[22]。この建物は修道院が創設された10世紀にまで遡り、ロマネスク様式の回廊で聖ペテロおよびアレクサンダー修道院教会とつながっている。
- 自然科学博物館では、膨大な昆虫コレクションやシュペッサルトの鉱物学・地質学に関する充実した展示品が特に重要である。この博物館は、1673年から1681年にシェーンボルン家によって市内邸宅として建設されたシェーンボルナー・ホーフ内にある[23]。
- ユダヤの歴史と文化の博物館。この博物館は、ヴォルフスタール広場のかつてのラビの館に入っている。アシャッフェンブルクにかつて存在したユダヤ人コミュニティの歴史に関する展示品には、1267年からナチスによる迫害の時代までの、アシャッフェンブルクのユダヤ人コミュニティの生活を物語る史料がある[22]。
- ゲンティル＝ハウスは、アシャッフェンブルクの工業企業家で美術コレクターのアントン・ゲンティルによって、そのコレクションの展示場として1920年代に建設された[22]。
- 市立ギャラリー「クンストハレ・イェズィテンキルヒェ」（直訳すると「イエズス教会芸術ホール」）では、入れ替えの特別展示が行われている[22]。
- 新芸術協会アシャッフェンブルク e.V. KunstLANDingは、ランディング通り16番地にあり、現代芸術の特別展示が行われている[22]。
- ヴァルター・ヘルム芸術家の家[24]

### 建築

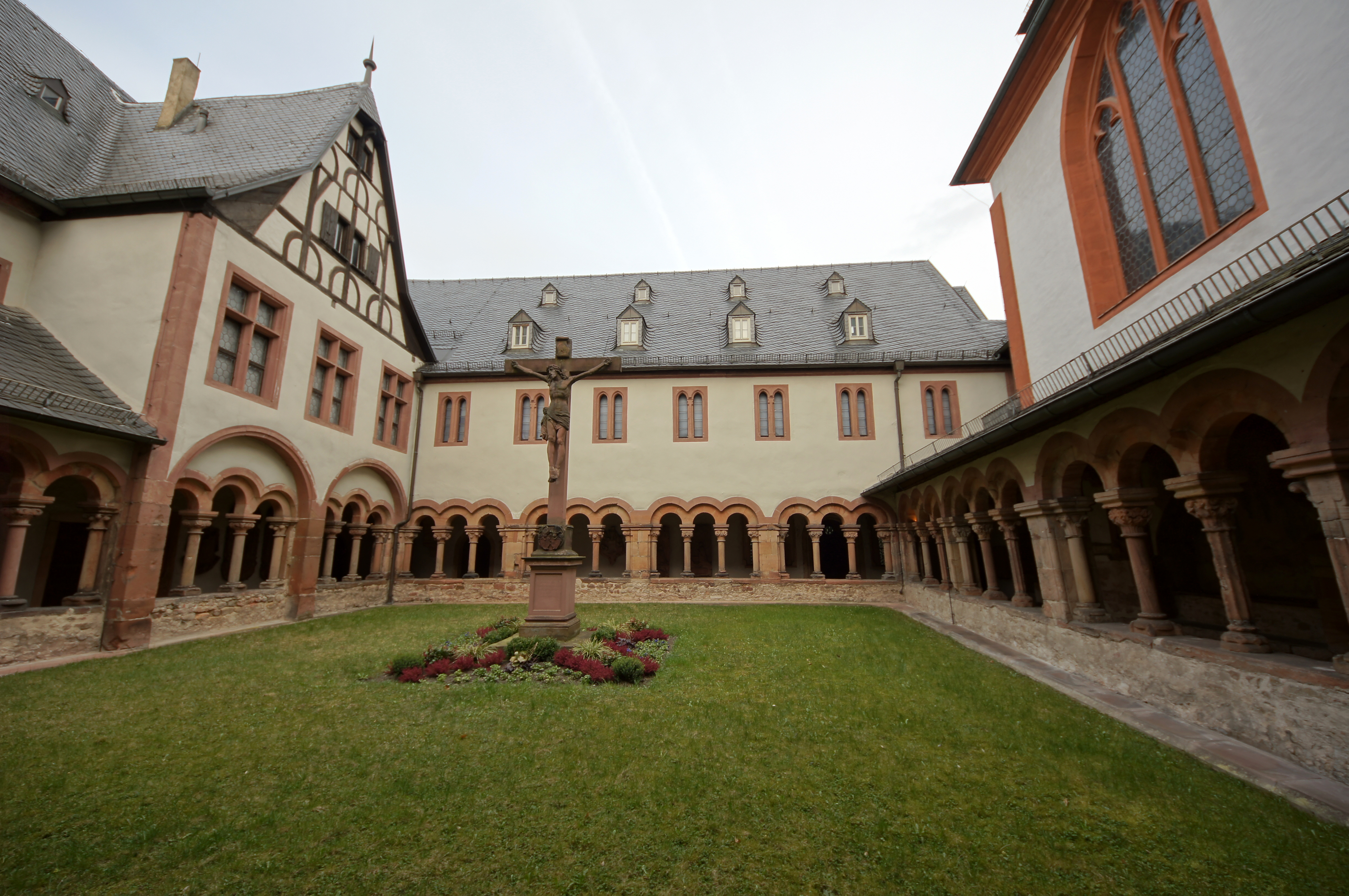
聖ペテロおよびアレクサンダー修道院教会の回廊。

- ヨハニスブルク城：ルネサンス建築。宮廷図書館を有する。
- 聖ペテロおよびアレクサンダー修道院教会：後期ロマネスク様式の回廊を有する。この教会は教皇庁のマイナー・バシリカ（ドイツ語版、英語版）に位置づけられている。内部には、数少ない現存作例であるロマネスク様式のキリスト十字架像や、マティアス・グリューネヴァルト作の「嘆きのキリスト像」がある。
- アシャッフェンブルク旧市街墓地：クレメンス・ブレンターノやヴィルヘルム・ハインゼ（ドイツ語版、英語版）の墓がある。
- シュティフツベルク上の歴史的旧市街
- ベルンハルト・フォン・トリーア記念碑：ヴィリギス橋に通じるクライネ・シェーンブッシュアレーにある伝説のカプチン会神父ベルンハルト・フォン・トリーアの栄誉に対するアシャッフェンブルク市の感謝を示す記念石碑（制作は彫刻家のオットー・ゲンティル、1931年）
- アシャッフェンブルクの貴族の館
- 市庁舎：ディーツ・ブランディの設計に基づき、1958年に完成した。1999年以降建築文化財リストに登録された。

### 公園

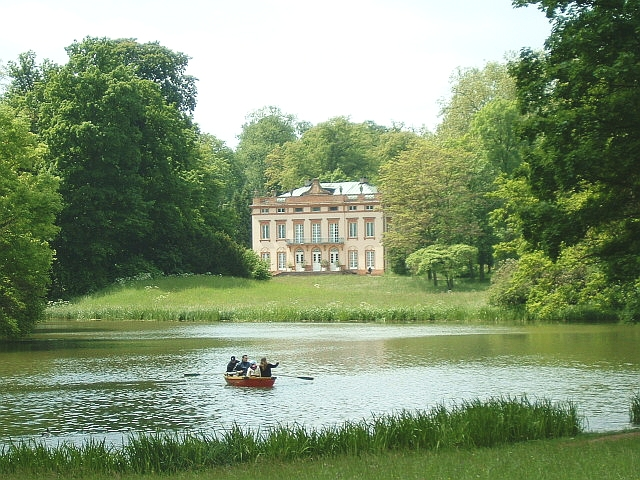
シェーンブッシュ城と公園

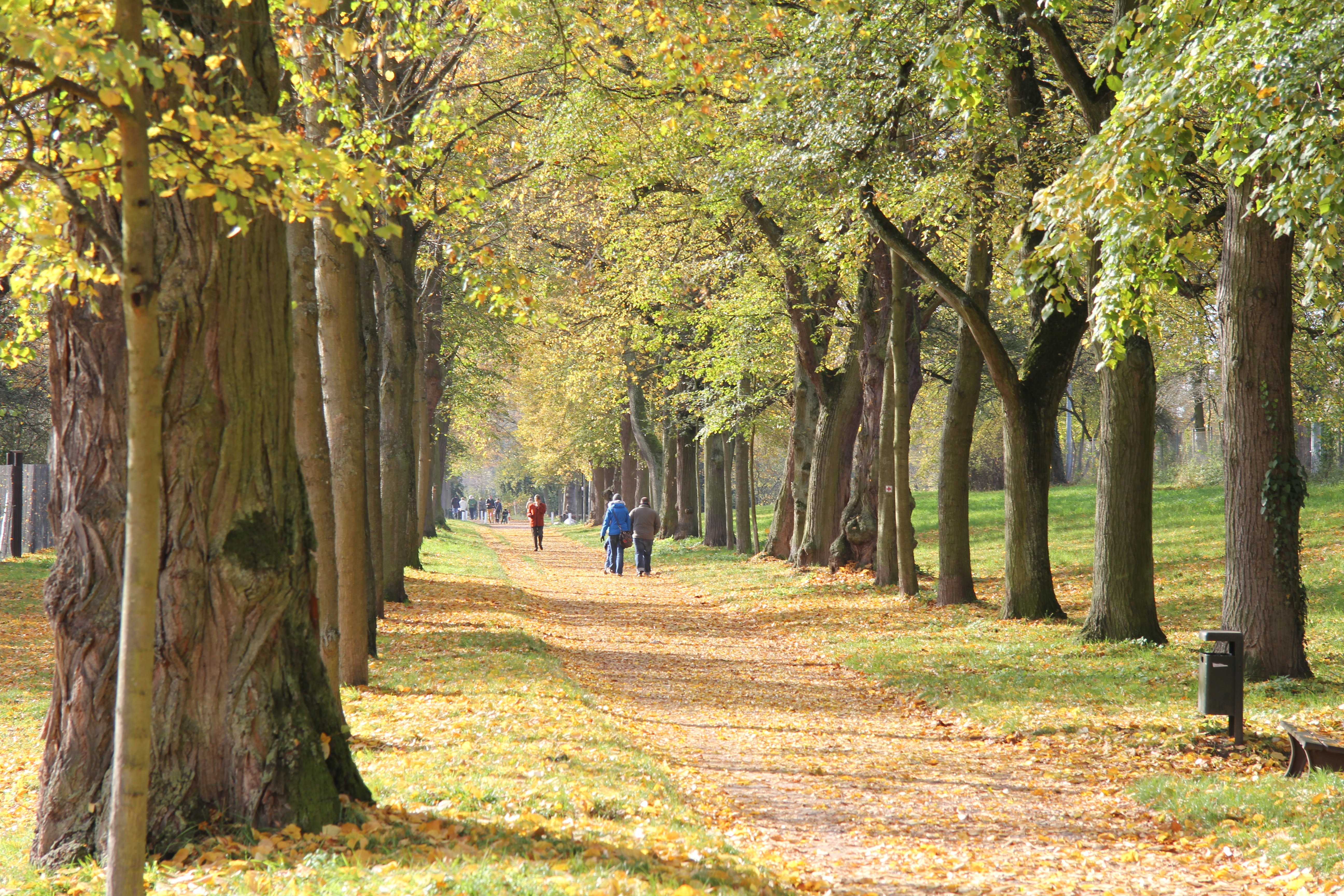
クライネ・シェーンブッシュアレー

- シェーンブッシュ公園：同名の小城が建つこの公園は、マインツ大司教・選帝侯フリードリヒ・カール・ヨーゼフ・フォン・エルタール（ドイツ語版、英語版）によって、1776年からイギリス式庭園に設えられた。このため、この公園はドイツで最も古い風景庭園の一つに数えられている。この公園は市の西部に位置する。
- クライネ・シェーンブッシュアレー：1766年に造られた真っ直ぐな並木道。この散歩道は内市街からシェーンブッシュ公園に通じている。
- ニルクハイム公園：かつてのニルクハイム屋敷の庭園
- 城館庭園：ヨハニスブルク城の緑地で、ポンペイアヌムにつながっている。
- シェーンタール：元々は市の堀で、1440年から1450年まで司教領主の家畜場および菜園であった。
- ファザネリー：市東部の森に覆われた風景庭園で、ゴーデルスベルクやビュッヒェルベルクの施設からシュペッサルト自然公園につながっている。

### 買い物

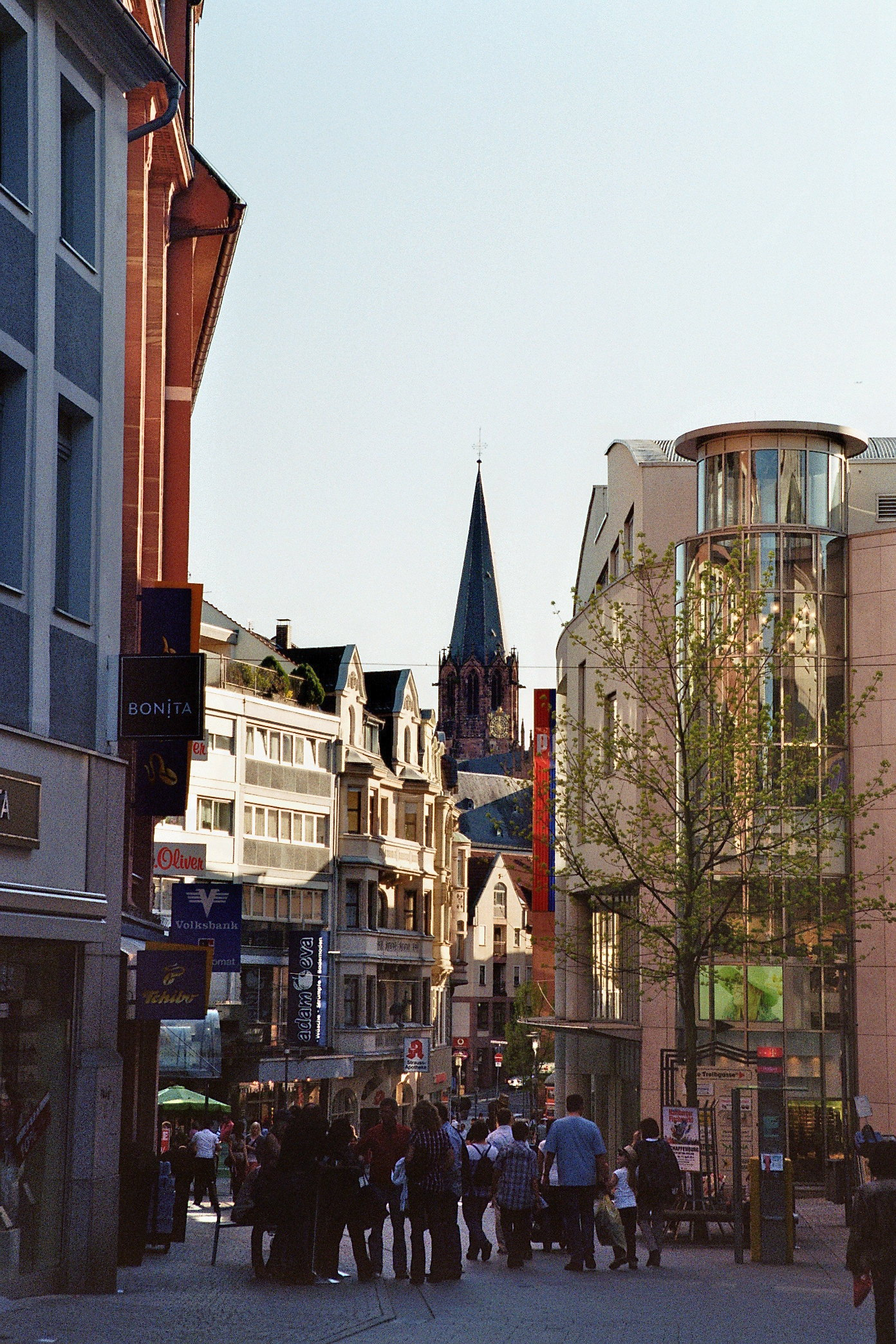
歩行者専用区域のヘルシュタル通り

アシャッフェンブルクには、店舗数 720以上、売り場総面積 20万 m2 以上のショッピングエリアがある。一人あたりの売り場面積は、2.92 m2 である。歩行者専用区域（すなわち、ヘルシュタル通り、ザントガッセ、シュタインガッセ、ロスマルクト、フロージン通り）だけで約 5万 m2 がある。この他に、同じく 5万 m2 の売り場面積を持つ北バイエルン地方最大の内市街型ショッピングセンターであるシティー＝ギャラリーがある。アシャッフェンブルク市民の購買力は 107.4 で、修繕隊の平均値 (100) よりも高い。これは一人あたり 17,709 ユーロに相当する。
これらの小売店は、約 7万人のアシャッフェンブルク市民のみならず、ライン＝マイン地方南東部の 40万人が利用し、さらにアシャッフェンブルク郡の住民 175,000人、ミルテンベルク郡の 131,000人、マイン＝シュペッサルト郡の132,000人も利用対象となる。これらを併せて約 733,000人の顧客が形成される。
1990年代から、市の南西部、シュヴァインハイムの外れ、ヴュルツブルガー通り（州道 2312号線、シュペッサルトの放射道路のうちヴュルツブルク方面へ向かう道路）の旧アメリカ軍施設が住宅地やサービス業地区に再開発されている。かつてのグレーヴス兵舎には、塵芥集積場、亡命者収容施設、小規模企業が置かれた。元々計画されていたテクノロジーセンターは設けられなかった。個別の企業でこれまで最大なのは、2005年12月27日にオープンしたバウハウス社のホームセンターで、旧レディー兵舎近くに120人の新たな雇用が創出された。旧イェーガー兵舎は現在、アシャッフェンブルク大学の本部となっている。スミス兵舎の敷地では、2005年にライマイスター・グループが建物を買収し、「ビジネスセンター ヴュルツブルガー通り」に改築した。この建物はこれ以後オフィスビルとして利用されている。ライマイスター・グループは、2009年にこのエリアで第2の空き家の建物を獲得して「ビジネスセンター ヴュルツブルガー通り 2号棟」に改築した。この建物はやはりオフィスビルとして利用されている。

### スポーツ

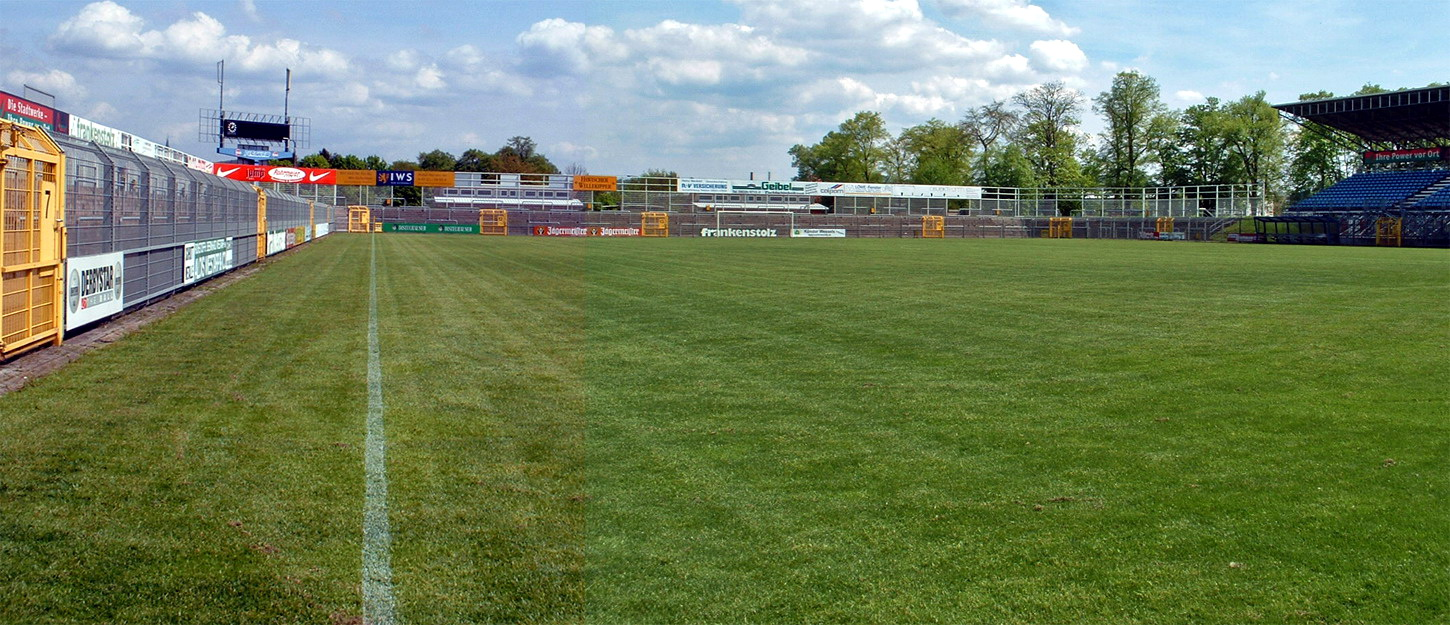
シュターディオン・アム・シェーンブッシュ

#### サッカー
全国的に有名なのは伝統のクラブであるヴィクトリア・アシャッフェンブルクである。そのホームゲームは、シュターディオン・アム・シェーンブッシュで行われる。1950年代には長らくドイツ最高クラスのリーグでプレイしたこのクラブは、1989年にブンデスリーガ2部から降格され、短い中断を経てオーバーリーガ・ヘッセンに属した。2012/13年シーズンにバイエルン・フットボール連盟に移って以降、ヴィクトリア・アシャッフェンブルクはレギオナルリーガ・バイエルンに所属している。

#### ダンス
1962年に創設されたダンス競技クラブシュヴァルツ＝ゴルト・アシャッフェンブルクには850人以上の会員がおり、ドイツ最大のダンス競技クラブの一つに数えられている。

#### ハンドボール

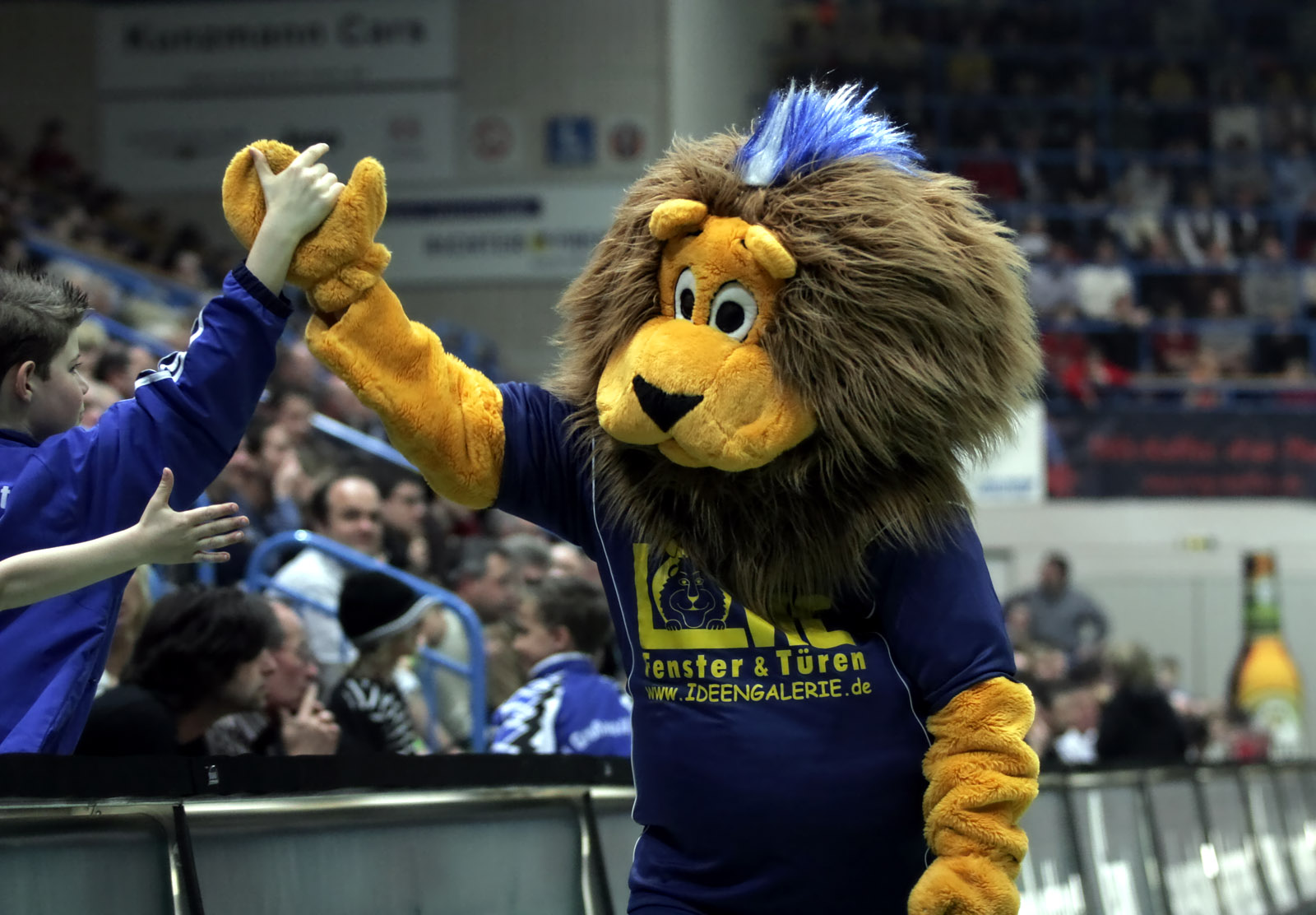
TVグロースヴァルシュタットのマスコット、レオ・レーヴェンヘルツ

TV グロースヴァルシュタット（ハンドボール＝ブンデスリーガ 3部）は、ブンデスリーガのホームゲームを f.a.n. フランケンシュトルツ・アレーナで行っている。

#### 漕艇
ドイツ漕艇連盟の加盟クラブとして、ルーダークラブ・アシャッフェンブルクがある。このクラブは、競技、学習、余暇といった幅広い目的をカバーしており、本市においても、連盟においても最も優秀なクラブの一つに数えられている。

#### スポーツ、レジャー施設
- フライツァイトヴェルト・アシャッフェンブルクは、屋内プール、スケートリンク、屋外プール、サウナを備えたライダー市区の施設複合体である。
- ローラースケート場
- シュターディオン・アム・シェーンブッシュ
- f.a.n. フランケンシュトルツ・アレーナ
- レーザーターク・アシャッフェンブルク、16人まで同時にプレイできる。2014年3月15日にオープンした[29]。

### 年中行事

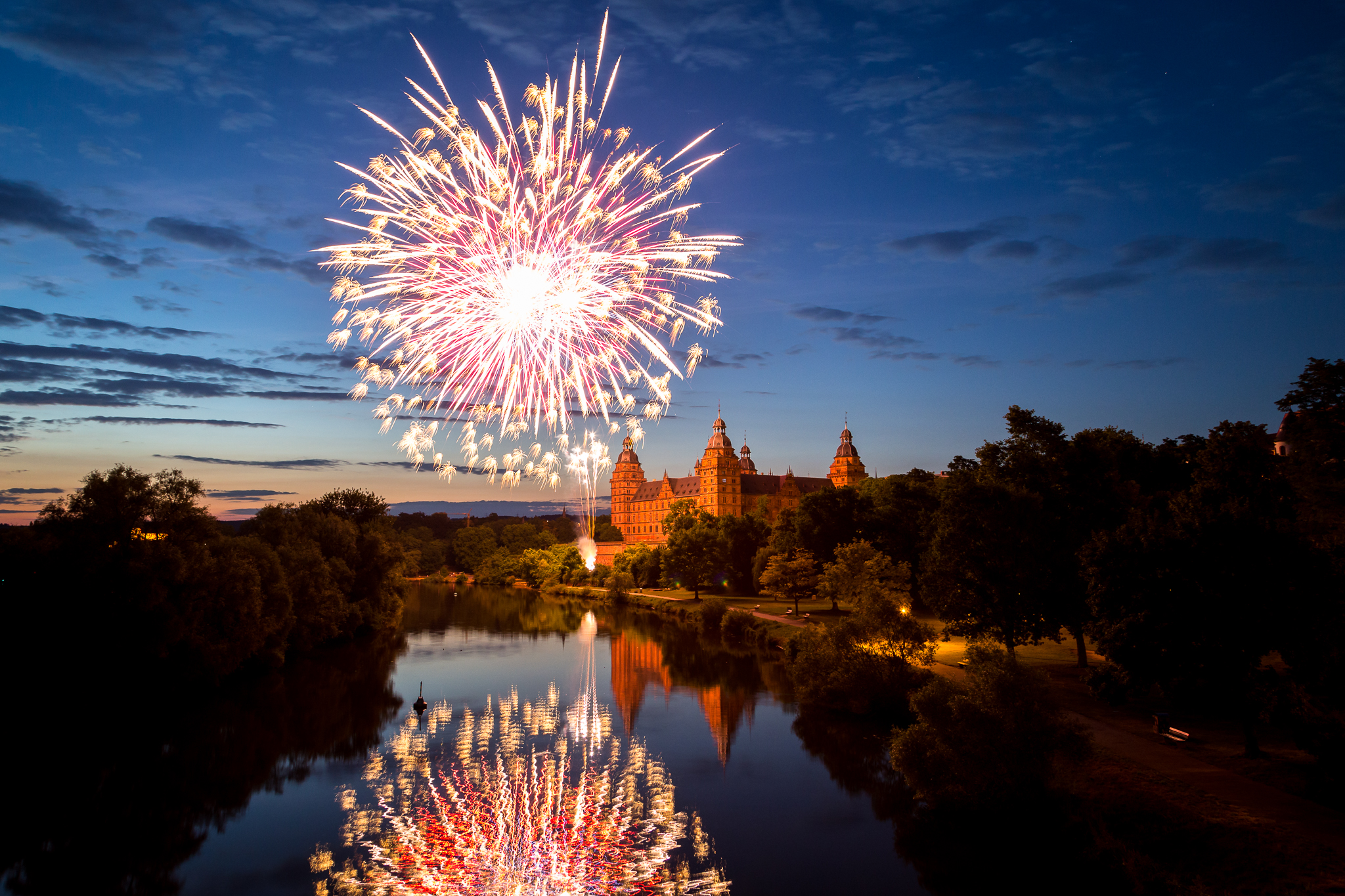
アシャッフェンブルガー・フォルクスフェストの花火とライトアップされたヨハニスブルク城。

アシャッフェンブルクは、バイエルン州で最も旅館や飲食店の密度が最も高いことが知られている。約 400人が宿泊業や飲食業に従事している。2008年まで毎年、アシャッフェンブルガー・ゲシュプレヒェが開催されていた。この他の年中行事としては、6月に1週間にわたって行われるアシャッフェンブルガー・フォルクスフェストがある。この祭りでは、花火や城のライトアップが行われる。音楽フェスト KOMMZ、8月最終週の週末に行われるアシャッフェンブルクの市祭、フロースハーフェンレガッタ、2005年から開催されているフォークリスト操縦の世界大会であるシュタプラーカップなどがある。

## 経済と社会資本

### 経済
ドイツ商工会議所 (DIHT) の 2万社に対するアンケートで、アシャッフェンブルクは経済立地ベスト 3位に選ばれた。有利な立地条件としては、「取引先に近いこと」、「交通インフラ」、「教育機関」、「大学との産学連携」が上げられた。
アシャッフェンブルクは、市の北をかすめるアウトバーン A3号線により交通網に接続し、市内のいずれの市区からも数分で3つのインターチェンジのいずれかにアクセスできる。フランクフルト国際空港までは、自動車で約 30分で到着できる。さらに、フランクフルト・アム・マインへ鉄道の便もあり、内陸港も存在する。

#### 繊維業
アシャッフェンブルク周辺地域は、ドイツにおける繊維産業の伝統的な中心地の一つである。20世紀の初めには、この地域で約 35,000人がこの業種に従事していた。シュペッサルト山地の貧しい住民は、緊急に必要な副収入を得るために、下請けの内職を行った。グローバル化や賃金集約部門の低賃金地域の移転によってこの地域の製造部門の職場は失われたが、多くの場合、会社はまだこの土地にあり、工場販売によって地域を超えた顧客を惹きつけている。

#### 製材業と製紙業

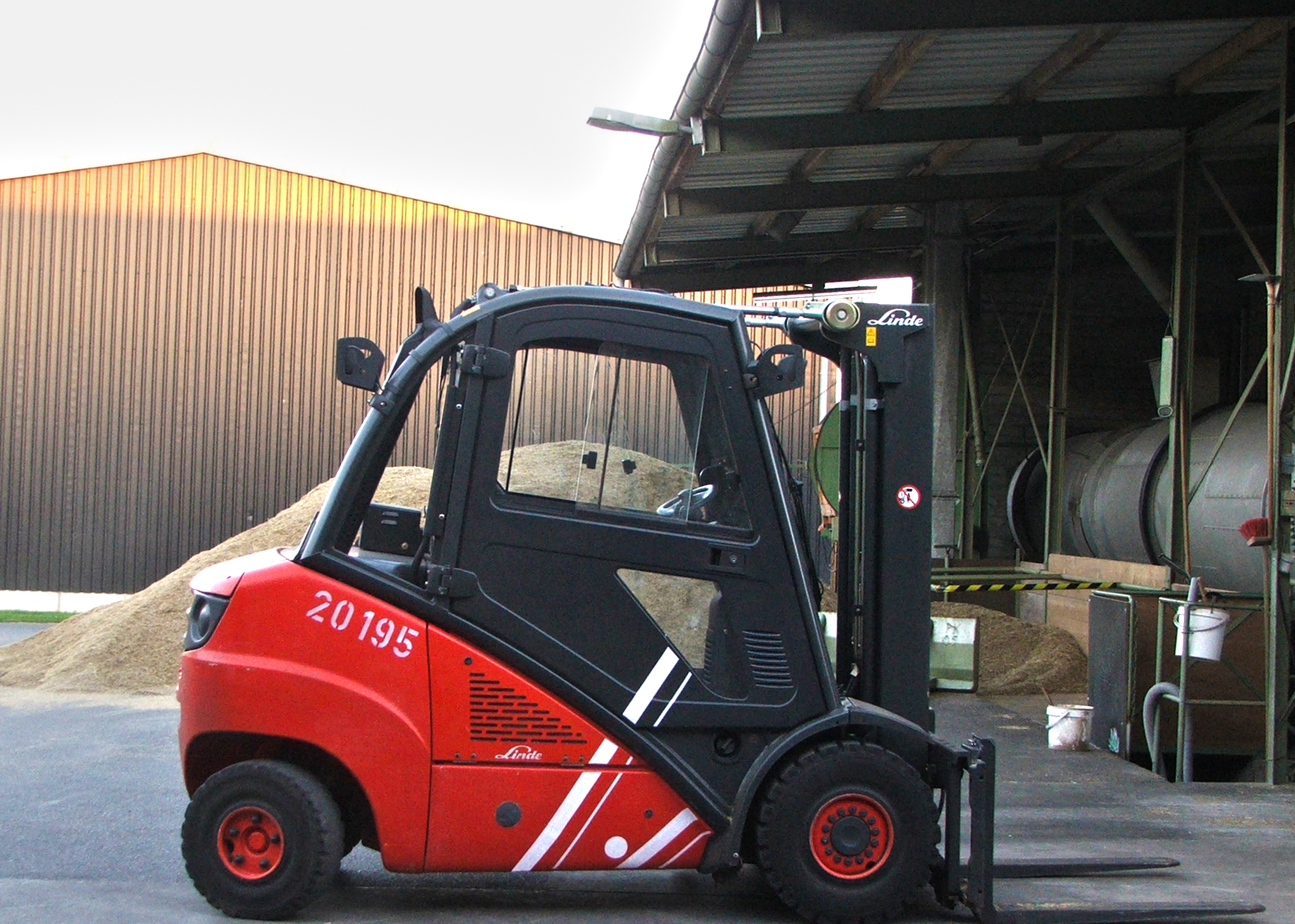
リンデのフォークリフト H35

シュペッサルトの豊富な木材のおかげで、アシャッフェンブルクは製紙業の中心地でもあった。かつてのヴァルトホーフ＝アシャッフェンブルク製紙工場 (PWA) の2つの工場は現在、南アフリカの Sappiグループおよびイギリスの DS スミス製紙に属している。ただし Sappi社は、アシャッフェンブルクに直接存在せず、隣の市場町シュトックシュタット・アム・マインにある。この会社では、包装用紙や衛生用紙を製造している。
2007年初めに、ポルマイアー・マッシヴホルツは、アシャッフェンブルクの港（バイエルン港）の敷地に新たな製材所を稼働させた。ここに180人の新たな雇用が生まれた。投資額は約1億5千万ユーロであった。これは1954年以降、この街で最大の工業用新建築であった。市は、これによる林業従事者および森林所有者に対するインパクトや下請け企業のさらなる雇用創出を期待している。

#### 金属加工業と電気産業
アシャッフェンブルク市には、2つの大きな自動車下請け会社がある。これらは世界的なコンツェルンに組み込まれている。この他にも本市やその周辺地域にはこの分野の下請け業者が存在している。アシャッフェンブルクには、リンデ・マテリアル・ハンドリング GmbH の本社がある。この会社は、ヴィースバーデンにある世界第2位のフォークリフトおよび農作業用車両メーカー KION グループの 100 % 子会社である。自動車分野のこの他の下請け業者やサービス業者は、アシャッフェンブルクの周辺地域にある。アシャッフェンブルク大学も自動車産業に協力している。
この地域には、測定・制御工学系企業も存在している。情報技術、ソフトウェア開発の企業が重要性を増している。
アシャッフェンブルクおよびその周辺地域で有名な企業にはたとえば以下の会社がある: DPD、リンデ・マテリアル・ハンドリング、カウプ、TRW、タカタ、アドラー＝モーデン、SAF＝オランダ、SCA、PSI、E-onネッツ、モドラー。

#### 医療

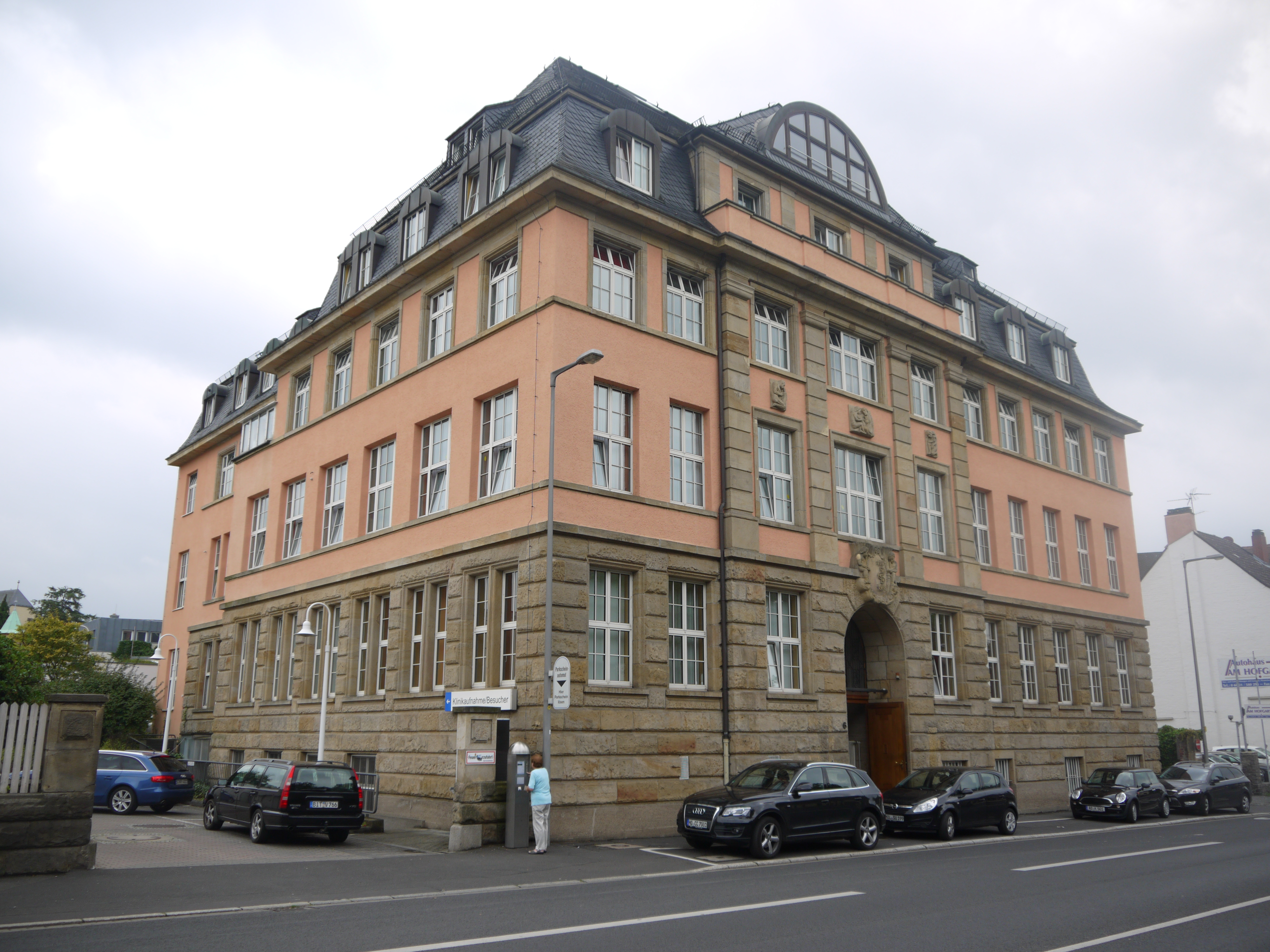
ホーフガルテンクリニーク・アシャッフェンブルク

アシャッフェンブルクには、3つの病院（クリニークム・アシャッフェンブルク「アム・ハーゼンコプフ」、ホーフガルテンクリニーク、アム・ツィーゲンベルク女子病院）併せて、789床の病床がある。133軒の専門医院、26軒の一般医院、68軒の歯科医院、38軒の薬局がある。

#### ソーシャルサービス
老人のために、市は6箇所の老人ホームおよび養護施設、併せて730人分の居住スペースを用意している。さらに266世帯のシニア向け住宅や、4つの異なる施設に併せて約220人分の介護者付き住居を用意している。
イニシアティブ・ソーシャルネット・アシャッフェンブルクは、社会的要請に応じて、介護施設、役所、組織、サークル、教会施設の間で情報を交換している。

### 交通

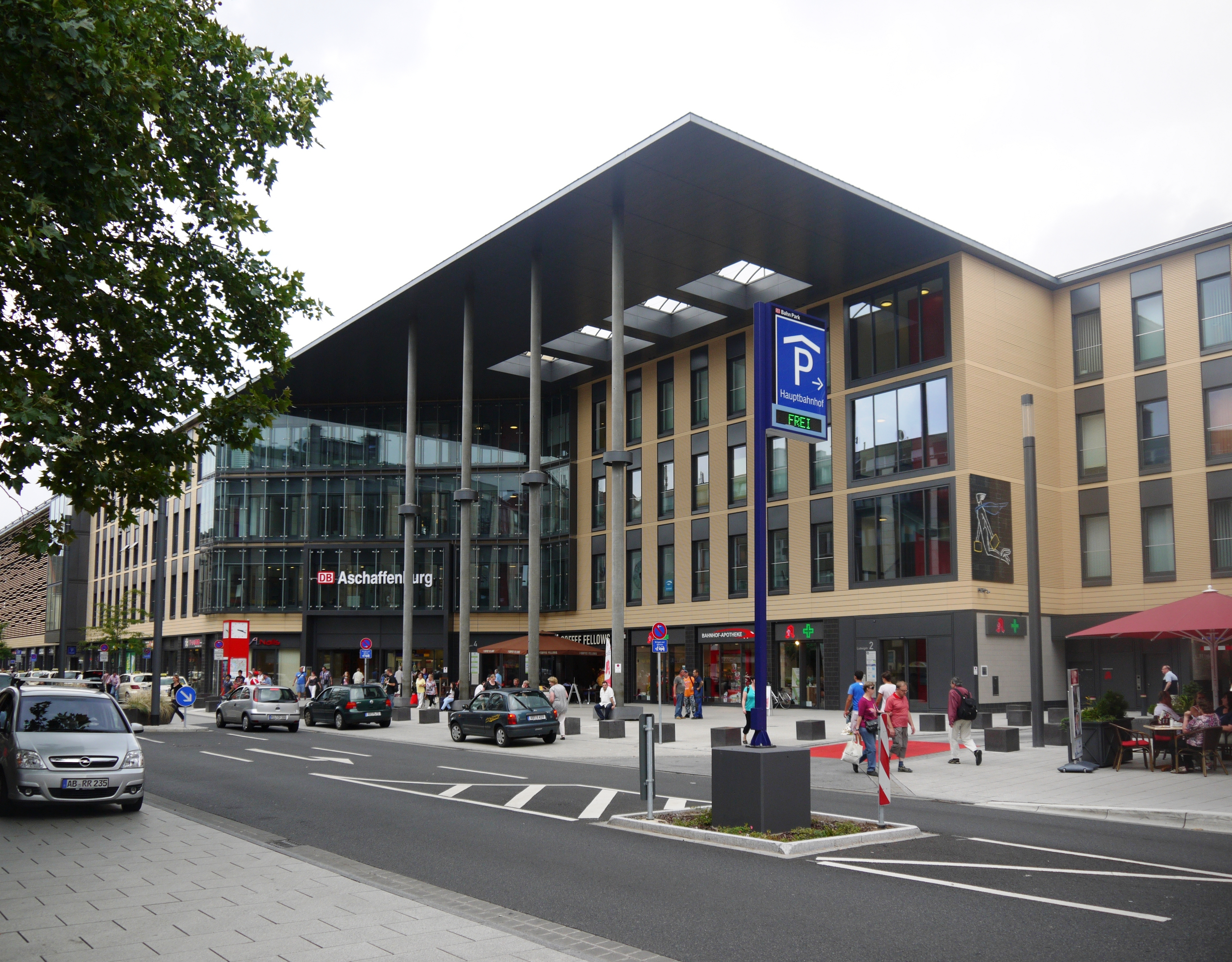
アシャッフェンブルク中央駅

#### 鉄道
アシャッフェンブルクは、アシャッフェンブルク中央駅（近郊交通およびICEを含む遠距離交通）、ハーフェン駅（港駅、貨物のみ）および近郊交通用の駅であるホーホシューレ駅、アシャッフェンブルク南駅、オーベルナウ駅で鉄道網に接続している。旧バッハガウ鉄道のニルクハイム駅は、1974年に廃線に伴い営業を停止した。数年にわたる努力の結果、アシャッフェンブルク＝ミルテンベルクからシェーンブッシュ公園を通って産業地区ニルクハイム II までの区間の軌道が保存され、バイエルンハーフェン・グループの所有となっている。また、1974年まで郡道 ABs 16号線と平面で交差しており、すでに取り壊されていたグロースオストハイムまでの区間が復旧されることになった。
数多くの近郊・遠距離列車が運行している。バイエルン州と DB ステーション＆ サービス AGとの間の概括協定書によれば、ゴルトバッハー通りの鉄道路線（ゴルトバッハー高架橋）沿いに新しい停車駅を設けることになっている。2009年中頃に中央駅の駅舎が解体された。2011年1月29日に、新築された駅舎が連邦交通大臣ペーター・ラムザウアーによって引き渡された。アシャッフェンブルク中央駅は、2012年に Allianz Pro Schiene によって「2012年の駅」に選ばれた。
本市にちなんで名付けられたインターシティーエクスプレスの列車がある。

#### 港

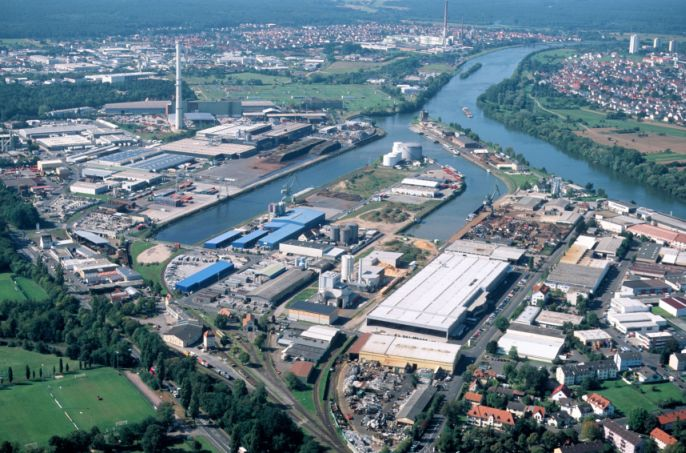
アシャッフェンブルク港

シュターツハーフェン・アシャッフェンブルクは、ヨーロッパ横断水路ライン＝マイン＝ドナウ沿いにある、バイエルンハーフェン・グループに属し、バイエルンのウンターマイン最大の産業地域を包含する。道路、鉄道、水路の3つの経路で海上コンテナの積み替えがなされる他、物流、補給、リサイクリングの分野の重要拠点に位置づけられる。2005年には 280万トン、2011年には 330万トンの貨物が取り扱われた。
1886年から1938年までアシャッフェンブルクは、マイン川のケッテンシフ（鎖牽引式船舶）の機関所であった。

#### 道路
アシャッフェンブルクは、アウトバーン A3号線の 3つのインターチェンジ（アシャッフェンブルク東、アシャッフェンブルク中央、アシャッフェンブルク西）で結ばれている。A3号線経由でフランクフルト・アム・マイン（約 40 km）やヴュルツブルク（約 80 km）に到達することができる。連邦道 B26号線が内市街を通っており、B8号線に接続する。B469号線は、西から来て市域をかすめている。アシャッフェンブルク近郊に連邦アウトバーン A45号線の南端であるアシャッフェンブルク＝ドルトムントがある。

##### 環状道路
1896年にはすでに、シュヴァインハイマー通りとゴルトバッハー通りの間、アシャッフェンブルク – ミルテンベルク線沿いに幅 13 m の環状道路が計画されていた。現在のクールマインツ環状道路、ヴィッテルスバッハー環状道路、ホーエンツォレルン環状道路である。
1901年にダムとライダーが合併した後、自動車通行量の増加に伴い、1920年代半ばから通過道路および迂回道路のプロジェクトが開始された。シラー通り 1902年、ハーナウアー通りとダルムシュテッター通りとを結ぶシュロットフェーゲルグルントのマイン川にかかる橋 1925年、シュラハトホーフ通り 1932年（後の南環状道路、現在のジュートバーンホーフ通り）、バーンヴェーク 1931年（当時はまだ独立した町村であったシュヴァインハイムと共同）、リービヒ通り 1931年、現在のシュペッサルト通り 1931年。
1947年から、これらの路線沿いに閉じた環状道路が計画・建設された。1960年代中頃に開通した最初の長い区間は、環状道路計画の外側にあり、アシャッフェンブルク市の古いプロジェクトの「ダム・バイパス道路」にあたるものであった。この実現しなかったプロジェクトは、シュヴァルツェン橋（ヴィルヘルムス通り）とゴルトバッハー高架橋とを帝国道（現在の連邦道にあたる）8号線と26号線で結ぶ計画であった。これとは異なるがダム中心部に関しては同様のプロジェクトは、空爆の結果、当時のケスターガッセの北側がほぼ完全に破壊されたことが有利に働いた。この最初に開通した道路は、グラットバッハー通りからシラー通りを経由してブルヒャルト通りに接続する区間を含んでいた。その後、やはり1960年代半ばにエーベルト橋が完成した。環状道路の南区間も、1970年代のアデナウアー橋建設により工事が始まり、一部は数十年前から利用され、内市街の通過交通量を軽減している。
この他、市の東部区間は2013年6月28日に開通した。アウトバーン迂回路 U48号線と U77号線は、（本来の北環状道路ではない）シラー通りによって市の環状道路の役割を担った。
2011年、鉄道フランクフルト – ニュルンベルク線沿いで北の環状区間建設が始まった。数十年前に廃止されたアシャッフェンブルク – ミルテンベルク線の軌道沿いに建設された南の区間にならったものである。北環状道路の最初の区間は、2012年5月と12月に開通した。2014年2月に鉄道の Sperrpause が計画された。北環状道路と西環状道路との接続は、ハーナウアー道路のガード下付近になる。北環状道路は、住宅地を通るシラー通りの負荷を軽減し、環状道路の機能を満たすものとなるはずである。北環状道路の完成と、それによる環状道路の閉環は、2017年に予定されている。

#### 公共交通機関
市内には、アシャッフェンブルク市施設局の15本のバス路線が運行している。これらは、15分から60分間隔で運行している。アシャッフェンブルク郡、ミルテンベルク郡、およびヘッセンへは、KVG の5路線、VU の12路線のバスが運行している。さらにドイツ鉄道 AG の4本のバス路線がバイエリッシャー・ウンターマイン交通共同体 VAB を形成している。夜間や日曜日には定期バスの他に、それぞれの時間に通常の市施設局のバスが運行していない場所まで行けるオンデマンドバスのサービスがある。

#### 自転車道
マイン川沿いに以下の自転車道が通っている。
- マイン自転車道は、マイン川の2つの水源（赤マイン川、白マイン川）から流れに沿って、マインツ近郊でライン川に合流するまでをたどる。全長は約 600 km である。
- D-ルート5（ザール＝モーゼル＝マイン）は、ザールブリュッケンからトリーア、コブレンツ、マインツ、フランクフルト・アム・マイン、ヴュルツブルク、バイロイトを経由してチェコとの国境まで、1021 km 以上の距離がある。
- ドイツ・リーメス自転車道は、オーバーゲルマニシュ＝レティシャー・リーメス沿いに、ライン川沿いのバート・ヘンニンゲンからドナウ川沿いのレーゲンスブルクまで全長 818 km を超える自転車道である。

#### 飛行場

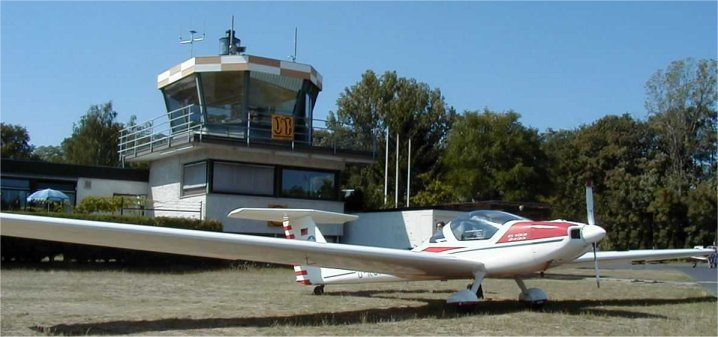
アシャッフェンブルク飛行場

アシャッフェンブルク飛行場は、交通飛行場に分類され、市街地の南西 2 km の市場町グロースオストハイム内に位置している。2013年に滑走路がアシャッフェンブルク方向に約 350 m 延長することが航空法規上許可された。さらに市域の南、ズルツバッハとの市境にはグライダー飛行場がある。

### メディア

#### 印刷媒体
- マイン＝エコー、日刊紙、付録印刷物もある。
- プリマゾンターク、フンクハウス・アシャッフェンブルクが刊行する広告紙
- ショウタイム＝マガジン、アシャッフェンブルクおよびミルテンベルク向けの芸能・写真誌
- FRIZZ ダス・マガツィーン
- ブロート & シュピーレ、アシャッフェンブルクおよびその周辺地区向けカルチャー雑誌

#### 放送媒体
- ラジオ・プリマヴェーラ
- ラジオ・ギャラクシー
- マインTV

### 公共機関

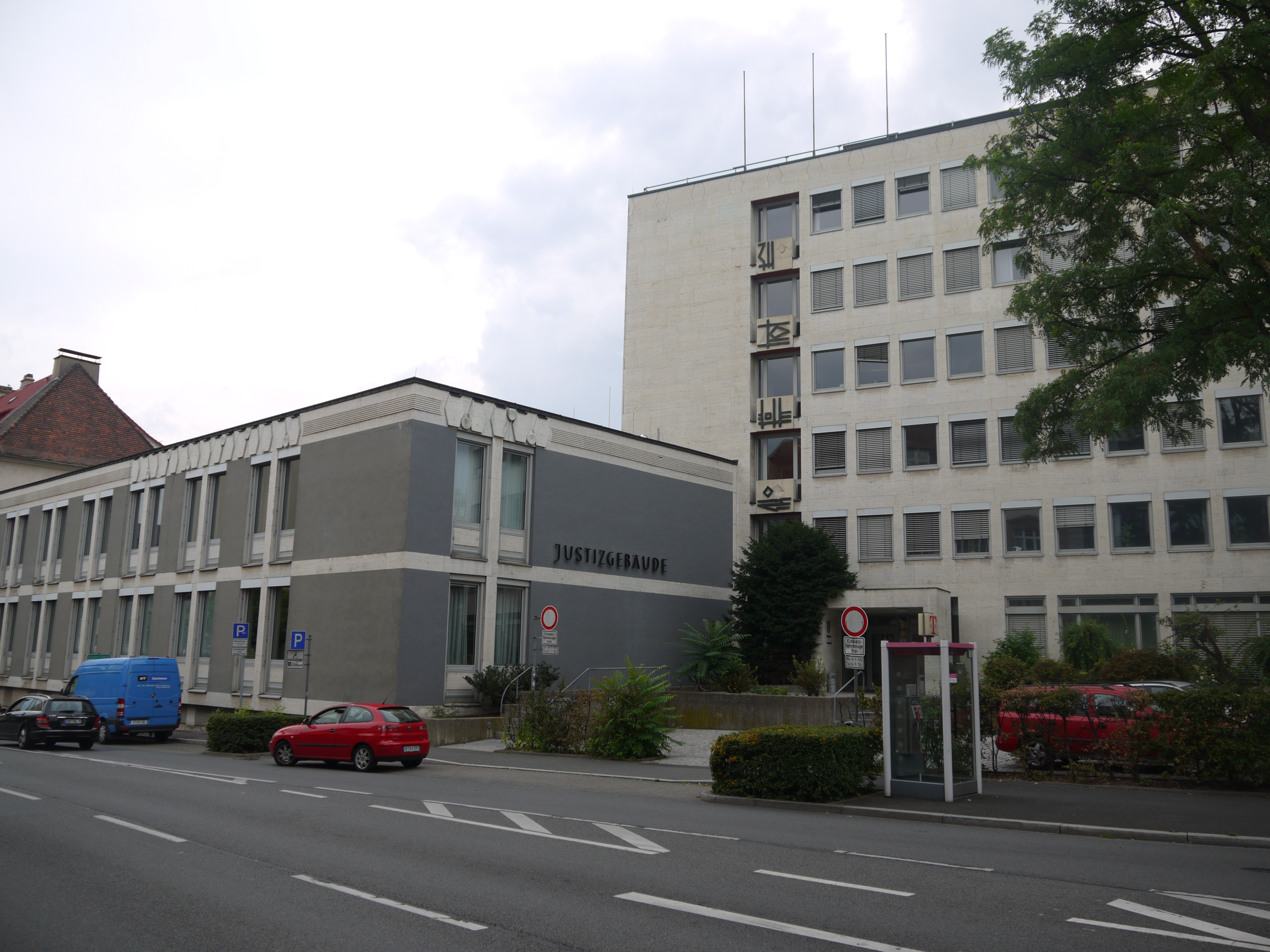
アシャッフェンブルクの地方裁判所が入居している司法センター

#### 司法
アシャッフェンブルクは地方裁判所の所在地である。アシャッフェンブルク地方裁判所の管区は、アシャッフェンブルク市、アシャッフェンブルク郡およびミルテンベルク郡を包含する。この地方裁判所管区には、アシャッフェンブルク区裁判所（ウンターフランケンのアルツェナウ支所を含む）とオーベルンブルク・アム・マイン区裁判所（ミルテンベルク支所を含む）が属している。
刑務所は。シュトリートヴァルト区にある。内市街のアレクサンダー通りには、未決囚監獄が長らくあった。

### 教育

#### 学校
アシャッフェンブルクの 18,000人の児童・生徒は、併せて 55校の学校に通っている。学校は、基礎課程学校 13校、本課程学校 8校、実科学校 4校、経済学校 1校、ギムナジウム 4校（フリードリヒ＝デッサウアー＝ギムナジウム、カール＝テオドール＝フォン＝ダールベルク＝ギムナジウム、クロンベルク＝ギムナジウム・アシャッフェンブルク、マリア＝ヴァルト・シューレのギムナジウム）、養護学校 5校、専門・職業学校 22校がある。アシャッフェンブルク市民大学には、毎年3,000コース以上が用意され、約5万人が受講している。
アシャッフェンブルク市立音楽学校のコースには、約1,500人の子供、青年、成人が参加しており、毎年青年音楽コンクールで一定の成功を収めている。この音楽学校は、1810年に開校したドイツで最も古い音楽学校であるとされている。アシャッフェンブルクの学校は、市立図書館のサポートを受けている。市立図書館は、約8万点のメディア（書籍、音声媒体など）を収蔵し、貸し出し数は年間43万回以上である。アシャッフェンブルクには、ドイツに10校ある石工のマイスター学校のうち1校が、数十年前から存在している。

#### 大学

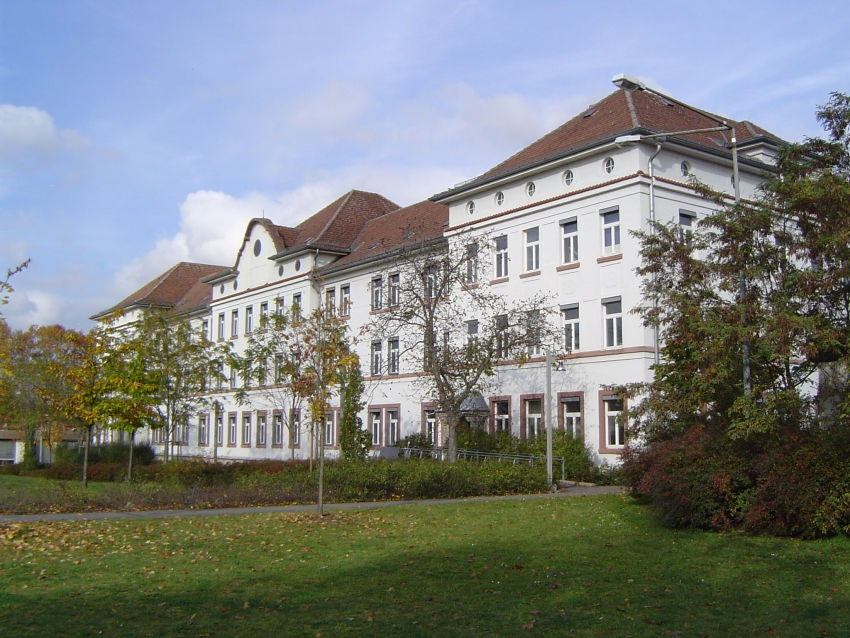
アシャッフェンブルク大学

アシャッフェンブルク大学は、1995年10月5日に、まずヴュルツブルク＝シュヴァインフルト＝アシャッフェンブルク専門大学の一部門として教育活動を開始した。
アシャッフェンブルク大学は、2000年10月1日以降独立し、電子・情報工学、メカトロニクス、経済工学、再生可能エネルギーとエネルギー管理、国際的販売管理技術、コミュニケーションとドキュメンテーションといった課程を現在有する工学部 (IW)、経営学、経営法学、国際的不動産管理といった課程を現在有する経済・法学部 (W+R) が設立された。

#### 社会教育学専門アカデミー

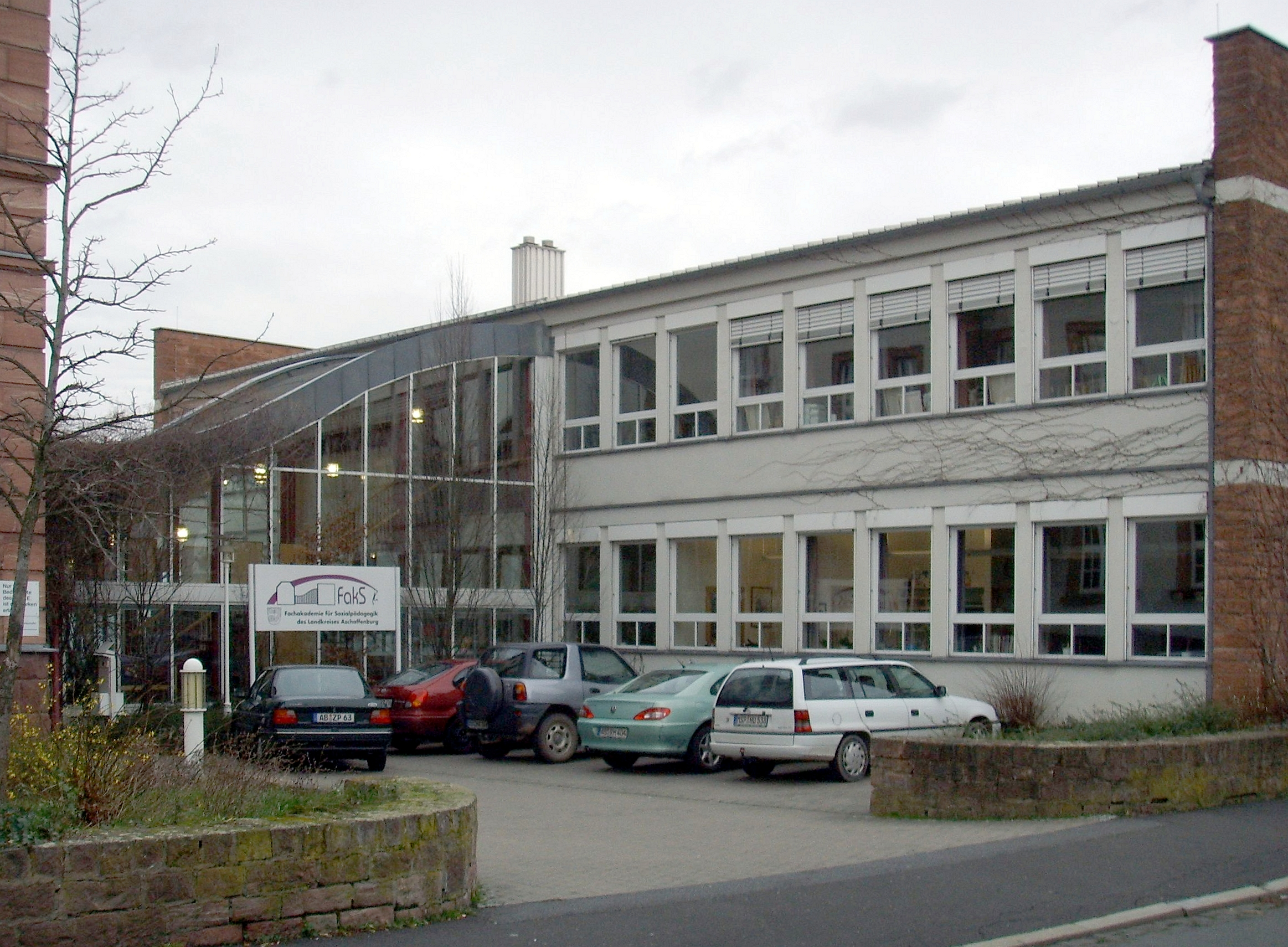
社会教育学専門アカデミー

社会教育学専門アカデミーは、教育者のための教育機関である。このアカデミーはダム市区にあり、アシャッフェンブルク郡が経営している。毎年約 50人の卒業生が輩出される。この施設は1973年に創設された。1990年代半ば以降はマイナシャフのマインタールハレで毎年開催される音楽演奏会で近隣に知られている。

## 環境

### 空気清浄度
特に冬季の空気中微細粉塵負荷に対応するため、2006年12月から2009年6月まで「空気清浄プロジェクト委員会」が活動していた。2008年2月1日の会議では、極めて高い家庭での天然ガス普及率に基づき、PM10 排出量の 85 % が燃料としての木材に起因すると評価された。対策として、レーゲンスブルクの燃料条例のような有害物質排出規制が検討されたが、議決には至らなかった。

### 自然保護
アシャッフェンブルクには、2つの自然保護地区（アシャッフェンブルクおよびアルテンバッハグルント旧軍事演習場、デルングラベン・バイ・ハイバッハ）、1つの風致保護地区（シュペッサルト自然公園の一部）、2つのジオトープがある。
多様で、形態学的に価値の高い人工の自然がこれを補っている。以下に理想的な果樹園や貴重な花が豊かな草地について記述する。

#### 果樹園
果樹園は、多くの珍しい動植物の生息地である。アシャッフェンブルク市内には、古いマインツのラント法のおかげで何世紀もの間に比較的狭い土地区画が成立し、その多くが数十年前まで副業で農業が営まれていた。やがて社会的離農（高齢化・後継者不在による離農）や耕作放棄によって樹木園や背の高い果樹園が放置された。こうした土地の多くが、10年以上前から手入れがなされ、枯死した木は地域固有の種類の果樹に植え替えられた。シュヴァインハイム市区やオーベルナウ市区では、この活動は、厳しく保護された鳥類の中でも特に珍しくなったコキンメフクロウの個体数維持に貢献している。
自然保護から、バイエルン州鳥類保護連盟との共同で果樹園プロジェクト「シュラールアッフェンブルガー」が発足した。これは、この地域に典型的な人工の自然を保護し、種の豊かな生存空間を維持することを目的としている。
さらに地主と、収穫した果実の果汁を納入してもらう契約を結び、これから製造したアップルジュース、アップルワイン、シードル、およびその他のリンゴ製品をブランド化した 。2000年の設立以後、契約農場はビオラント＝リヒトリニーエンによって経営されている。

## トリビア

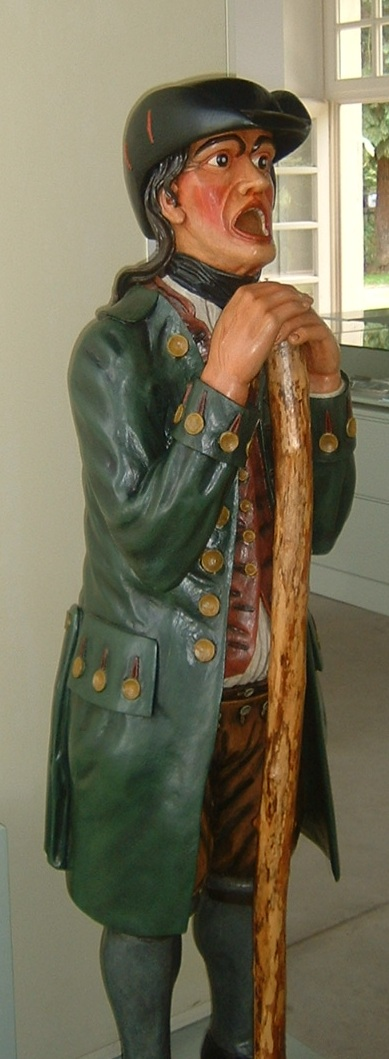
アシャッフェンブルガー・マウラフ

- 2006年に公的な市の指導者は以下のように述べて、アシャッフェンブルクがバイエルン州内で「特殊な立ち位置」にあることを言明した: 「ライン＝マイン地域の都市アシャッフェンブルクは、シュペッサルト山地によって他のバイエルンおよびフランケン地方から分離されている」。ただし、この文は改訂版では削除された。
- この街を代表する大衆向けのキャラクターは、アシャッフェンブルガー・マウラフである。
- 温暖な気候の本市は、しばしば「バイエルンのニース」と称される。この表現は皇帝ルートヴィヒ1世によるとされているが[45]、証明はされていない[46]。また、「シュペッサルトの門」とも称される[47]。
- 本市の7番目の象徴が「アッシェベルシャー・アルシュ」という城館庭園の壁石である。

## 人物

### 出身者
- アウグステ・フォン・バーデン＝バーデン（1704年 - 1726年）オルレアン公妃
- ルヨ・ブレンターノ（1844年 - 1931年）経済学者
- フリードリヒ・フォン・ヘフナー＝アルテネック（ドイツ語版、英語版）（1845年 - 1904年）設計者、電子技術者、エンジニア、ヴェルナー・フォン・ジーメンスの最も親しい同僚であった。
- カール・フォン・アーミラ（1848年 - 1930年）法制史学者
- ヨーゼフ・アントン・シュナイダーフランケン（ドイツ語版、英語版）（1876年 - 1943年）作家、画家
- エルンスト・ルートヴィヒ・キルヒナー（1880年 - 1938年）画家、グラフィックデザイナー
- フリードリヒ・デッサウアー（ドイツ語版、英語版）（1881年 - 1963年）物理学者
- アルフォンス・マリア・ヤーコプ（ドイツ語版、英語版）（1884年 - 1931年）神経学者
- ハンス・ザイデル（ドイツ語版、英語版）（1901年 - 1961年）政治家 (CSU)、バイエルン州議会議員、バイエルン州首相（1957年 - 1960年）
- インゲ・フィーアメッツ（ドイツ語版、英語版）（1908年 - 不明）レーベンスボルンの女性指導者
- ムラート・ヴィルフリート・ホーフマン（ドイツ語版、英語版）（1931年 - ）弁護士、外交官
- エゴン・ホルスト（1938年 - 2015年）サッカー選手
- フェリックス・マガト（1953年 - ）サッカー選手
- ルーディ・ボンマー（ドイツ語版、英語版）（1957年 - ）サッカー選手
- トーマス・ミュラー（1961年 - ）ノルディック複合選手
- カルロス・ブーザー（1981年 - ）バスケットボール選手
- ザビーネ・エングラート（ドイツ語版、英語版）（1981年 - ）女子サッカー選手
- マルセル・シェーファー（1984年 - ）サッカー選手
- ホセ・ホレバス（1984年 - ）サッカー選手（ギリシア代表選手）
- マルクス・ノイマイヤー（ドイツ語版、英語版）（1986年 - ）サッカー選手
- イヴォ・イリチェヴィッチ（1986年 - ）サッカー選手（クロアチア代表選手）
- ダリア・キンツェル（1988年 - ）歌手

### ゆかりの人物
- ヴィリギス（ドイツ語版、英語版）（940年頃 - 1011年）マインツ大司教、聖人
- ゲルラハ・フォン・ナッサウ（ドイツ語版）（1322年 - 1371年）マインツ大司教
- ヨハン・フォン・ナッサウ＝ヴィースバーデン＝イトシュタイン（ドイツ語版）（1360年頃 - 1419年）マインツ大司教・選帝侯
- アーダルベルト・フォン・ザクセン（英語版）（1467年 - 1484年）マインツ大司教
- アルブレヒト・フォン・ブランデンブルク (大司教)（ドイツ語版、英語版）（1490年 - 1545年）マインツ大司教・選帝侯
- マティアス・グリューネヴァルト（1470/75年頃 - 1528年）画家
- カール・ハインリヒ・フォン・メッテルニヒ＝ヴィンネブルク（ドイツ語版、英語版）（1622年 - 1679年）マインツ大司教・選帝侯、ヴォルムス司教領主
- アンゼルム・フランツ・フォン・インゲルハイム（ドイツ語版、英語版）（1634年 - 1695年）マインツ大司教・選帝侯
- フリードリヒ・カール・ヨーゼフ・フォン・エルタール（ドイツ語版、英語版）（1719年 - 1802年）マインツ大司教・選帝侯、ヴォルムス司教領主。聖ペテロおよびアレクサンダー修道院教会に葬られている。
- カール・テオドール・フォン・ダールベルク（1744年 - 1817年）マインツ大司教・選帝侯、後にアシャッフェンブルク侯、フランクフルト大公
- ヴィルヘルム・ハインゼ（ドイツ語版、英語版）（1746年 - 1803年）作家。アシャッフェンブルクで亡くなった。
- クレメンス・ブレンターノ（1778年 - 1842年）作家、詩人。アシャッフェンブルクで亡くなった。
- フランツ・ボップ（1791年 - 1867年）言語学者
- エミール・エルレンマイヤー（1825年 - 1909年）化学者、薬学者
- アロイス・アルツハイマー（1864年 - 1915年）医学者、精神科医
- ルートヴィヒ・トーマ（ドイツ語版、英語版）（1867年 - 1921年）作家。アシャッフェンブルクで林学を学んだ。
- クリスティアン・シャト（1894年 - 1982年）写真家、画家
- アルフォンス・ゴッペル（ドイツ語版、英語版）（1905年 - 1991年）政治家 (CSU)、バイエルン州首相
- エルンスト・レーナー（ドイツ語版、英語版）（1912年 - 1986年）サッカー選手。アシャッフェンブルクで亡くなった。
- グイド・クノップ（1948年 - ）ジャーナリスト、歴史家。アシャッフェンブルク育ち。
- オットー・ベッカー（ドイツ語版、英語版）（1958年 - ）乗馬競技選手。シドニーオリンピック障害飛越団体 金メダリスト